# 郭富城
郭富城（英語：Aaron Kwok Fu Shing；1965年10月26日—），香港男歌手、演員，1990年代香港樂壇「四大天王」之一，亦為動感藝人的代表之一。
1990年於台灣以光陽機車廣告走紅，同年推出首張國語專輯《對你愛不完》，1992年回流香港發展迅速位列天王。1997年、1998年、2000年三度獲香港十大勁歌金曲頒獎典禮“最受歡迎男歌星”奖以及1998年《叱咤樂壇流行榜頒獎典禮》「叱咤樂壇男歌手金獎」。
2000年后，郭富城将工作重心转向大银幕，2005年與2006年分别憑借電影《三岔口》與《父子》蟬聯兩屆台灣電影金馬獎最佳男主角。2016年憑《踏血尋梅》獲得第35屆香港電影金像獎最佳男主角獎，同年《寒戰II》成為香港影史華語電影票房冠軍。
演藝事業外，郭富城還熱衷於公益慈善，2000年成立郭富城國際慈善基金會，2003年當選香港十大傑出青年，2011年担任聯合國兒童基金會東亞及太平洋地區大使。

## 演藝生涯

### 成名初期
郭富城祖籍廣東東莞中堂鎮三涌村，曾祖父郭忠成到東莞石龍鎮開金飾店。於香港出生，並在筲箕灣明華大廈長大，為家中老幺，家有兩兄（郭富榮、郭富根）、兩姊，曾就讀於慈幼學校、伊斯蘭脫維善紀念中學（1980年中三）和聖約翰男女英文書院（1982年中五），在父親的引薦下於景福金行當小職員，父親的目的是想他在大金行吸收經驗，從而方便打理自己的小金行。後來，因為家族生意被郭富城的哥哥接手，才能繼續在演藝圈奮鬥。根據无线电视節目《星光匯聚成翡翠》，展出了郭富城1984年投考无线电视舞蹈組的申請表，當時表上的名稱為郭富成，填寫職業為冷氣技工。
1984年，郭富城因在派對中嘗試「一字馬」引致大腿肌肉受傷，景福因為郭富城請病假太久而將其辭退。同年，18歲的郭富城在朋友代為報名下成功考入《無綫電視舞蹈藝員訓練班》第2期學員招募（從3,000人中挑選30人）成為舞蹈員，其間，郭富城曾在各女歌手的音樂錄影帶中參與演出，包括梅豔芳、陳慧嫻、周慧敏和陳百強等。
1985年，因為於健美小姐選舉的歌舞表現，郭富城被時任電視廣播有限公司藝人經理的馮美基介紹，1987年進入無綫電視藝員訓練班第14期藝員訓練班成為藝員。
1988年成為無綫電視銀河十星之一：崔嘉寶、林穎嫻、邱淑貞、吳詠虹、李婉華、李中寧、馮耀宗、邵仲衡、李耀敬，期間演過數部電視劇，包括《成吉思汗》、《誓不低頭》、《太平天國》、《淘氣雙子星》及《都市方程式》等等劇集。但是當時只為三線藝員，未有獲得重視。

### 天王時代
1990年，郭富城演出一輯台灣光陽機車DJ1-RR的廣告（這廣告在香港取景拍攝），而成為台灣家喻戶曉的廣告明星，亦改變郭富城的一生。隨後受到知名經理人劉瑋慈的賞識，加入福隆傳播公司，唱片約由飛碟唱片簽約，在香港的唱片約則由華星唱片簽約，於同年9月推出首張國語大碟《對你愛不完》，銷量在台賣出25萬張，亞洲销量突破100萬張，紅遍两岸三地。緊接著隔年的一則「愛之味浪情巧克力飲料」，當中廣告詞「你是我的巧克力」（廣告結尾時郭富城對女角說的話）更使郭富城名聲大噪，成為經典。
1991年，郭富城推出《郭富城2》及《到底有誰能夠告訴我》兩張國語大碟，并以臺灣過江龍姿態在未發行粵語歌和未在港發行專輯的情况下勇奪1991年度香港電台「最有前途新人」金獎，創造歷史，亦為他日後回港發展定下良好的基礎。
1992年，憑電影《九一神雕俠侶》銀狐一角提名金像獎最佳男配角；首次於台灣舉行兩場《愛你演唱會》，另外，郭富城以歌星身份回到香港，2月在港推出的國語精選專輯《請把我的情感帶回家》勇奪四白金銷量，8月推出首張粵語大碟《跳不完．愛不完．唱不完》同樣賣破四白金，碟內主打歌《第四晚心情》成為1992年度十大勁歌金曲頒獎典禮的得獎歌曲，以及出道歌曲《對你愛不完》獲頒「最受歡迎國語歌曲銀獎」。由於成績突出，被香港電台正式晉封為「四大天王」中的一員，同時亦掀起「勁歌熱舞」的潮流、經典的六四分界頭亦成為當時最流行的髮式，風靡華人地區，為年輕人爭相仿效的對象。
1993年，上半年推出新粵語專輯《沒有妳的愛》及國語專輯《把所有的愛都留給你》，同年6月，Beyond靈魂人物黃家駒意外跌落舞台不幸離世，據說當時郭富城與黃家駒私底下為很好的朋友，郭富城為了參加黃家駒的告別式，特地取消當時的演唱會。同年10月，首次踏入紅磡體育館舉行生日演唱會一場（香港商業電台主辦）。在经纪人小美协助下，顺利離開飛碟唱片（台灣）及華星唱片（香港），加盟香港華納唱片，解决了他合约纠纷，立即推出主打快歌《狂野之城》並迅速得到熱播，此曲亦成功為他摘下1993年度樂壇頒獎禮的不少獎項，包括叱吒樂壇至尊歌曲大獎。
1994年1月正式推出《狂野之城》粵語大碟，一洗以往六四分界頭的形象，銷量在港狂賣三白金十五萬張，從曲風至形象的包裝開始銳意求新求變，大膽突破。同年10月，郭富城首次在紅磡體育館，一連舉行16場《狂野郭富城誘惑演唱會》，此次演唱會發行的專輯也被流行音樂之王迈克尔·杰克逊台灣行時購買。1994年9月再度推出另一張廣受歡迎的粵語專輯《鐵幕誘惑》，當中主打快歌《鐵幕誘惑》亦為他摘下1994年度樂壇頒獎禮的不少獎項。
1995年，在香港音樂人雷頌德、譚國政及經理人梁美薇的協助下，發掘其嫻熟的舞技加上別有特色的聲線，使其成功轉型為實力派歌手，推出粵語大碟《純真傳說》，反應更上一層樓，次年更憑《純真傳說》勇奪叱吒樂壇「至尊唱片」大獎。之後數年推出的大碟如《備忘錄》、《聽風的歌》、《愛的呼喚》、《唱這歌》、《風裡密碼》及《一變傾城》等均有好銷量。當中以1997年推出的主打歌《愛的呼喚》成為郭富城歌唱事業生涯的最重要歌曲之一，同名粵語專輯全亞洲銷量達70萬，並再次勇奪叱吒樂壇至尊歌曲大獎，使郭富城成為唯一一位於90年代兩度奪得此獎項的歌手。而這年憑著愛的呼喚的熱播亦為他帶來首個「最受歡迎男歌星」獎項。
1996年，舉行第二次紅磡體育館大型個人演唱會，場次達18場，是90年代香港歌手人身保險投保額最高的演唱會。并成為全年擁有最多上榜冠軍歌的歌手。
1997年底，郭富城簽約百事可樂成為代言人，其後1999年與珍妮·杰克逊合作拍攝廣告宣傳片，這也是中華區歌手首次與國際頂級歌手跨國合作，珍妮亦稱讚郭富城是亞洲唯一能與國際接軌的藝人。1998年底百事贊助郭富城在紅磡體育館舉行一連25場個人演唱會即—“百事郭富城一變傾城演唱會98”，場次達25場，為當年最成功及最賺錢的演唱會；2002年郭富城成為首個及唯一獲得美國百事總部頒發“百事音樂名人堂大獎”的藝人（其他百事元老級代言人如麥可·傑克森及麥當娜 均未曾獲得此項榮譽），及後於2004年再獲頒百事市場貢獻榮譽大獎”。
1998年，主演的電影《風雲：雄霸天下》打敗「雙周一成」榮登1998年香港票房冠軍寶座；在港發行的兩張粵語專輯（《風裡密碼》、《一變傾城》）銷量均達雙白金，總銷量連續第二年位列全年三甲；98年其個人總收入更位列香港四大天王之首。
1999年一月的頒獎典禮，郭富城蟬聯十大勁歌金曲「最受歡迎男歌星」獎並首度奪得叱吒樂壇「男歌手金獎」，是90年代唯一一個同年度獲得上述兩個獎項的男歌手；他同時更是首個獲頒十大中文金曲「全球華人最受歡迎男歌手」獎的歌手，為90年代唯一能够同時奪得三臺頒獎禮（無綫電視、商業電臺及香港電臺）最有含金量重點男歌手獎的歌手。
2000年，榮登全年最高收入藝人排行榜榜首，憑借《渴望無限 Ask for More》一曲勇奪香港電臺十大中文金曲「全球華人至尊金曲」獎并於年底跨年舉行一連28場第四次紅磡體育館大型個人演唱會。
2001年，除第三度獲頒「最受歡迎男歌星」外，更獲新加坡金曲獎頒發流行樂壇榮譽大獎，該獎項是新加坡樂壇的至尊大獎，相當於香港樂壇的金針獎，是表彰一個國語流行歌手的終身成就榮譽（此獎四大天王中僅有三人獲得）。
郭富城在1997、1998及2000年度《十大勁歌金曲頒獎典禮》三度獲頒「最受歡迎男歌星」；以及1999年度獲頒「亞太區最受歡迎香港男歌星」，為其歌唱事業的高峰時刻。

### 2000年至今

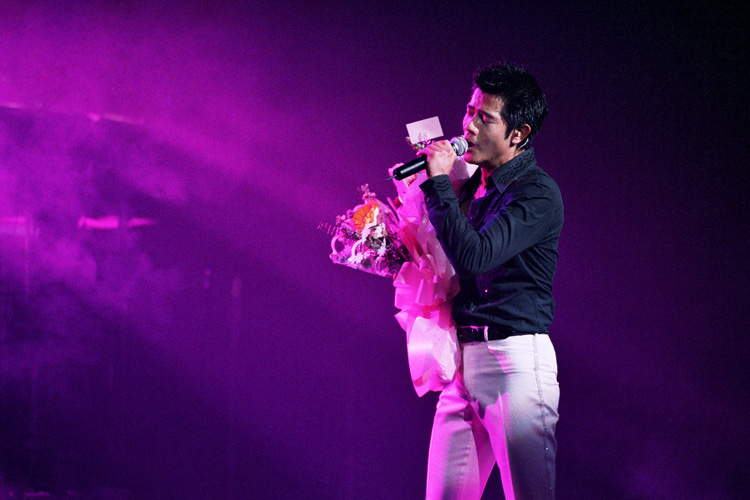
郭富城世界巡迴演唱會2002美國三藩市站

2000年至2003年，郭富城在內、港兩地擔任不同廣告的代言人，並於香港、中國、美國、加拿大、日本、新加坡、馬來西亞舉行世界巡迴演唱會。
2003年1月31日，郭富城参加中國中央電視台春節聯歡晚會，並演唱歌曲《動起來》。
2003年10月，由郭富城與李冰冰、王喜等演員主演的電視劇《動感豪情》於中國內地首播，此為郭富城首次於中國大陸拍攝的劇集。同年榮獲香港十大傑出青年獎。同年同時淡出樂壇，但仍然繼續出碟，方向改向世界巡迴演唱。
2004年10月，郭富城一洗頹氣，憑《舒適堡郭富城舞臺經典＠舞林大匯》演唱會中，以精湛舞藝獲得觀眾與演藝界的認同，躍升成為新一代舞台王者。
2005年，首位流行歌手憑舞林大匯演唱會獲頒香港舞蹈家協會年獎。6月，郭富城再接再厲，將一頭濃髮剃光，憑《舒適堡郭富城舞臺經典＠飛越舞林》演唱會叫好叫座，成為娛樂圈熱門話題，此演唱會更被封為「世紀之秀」。進而重新確立了自己在香港娛樂界天王級舞臺王者的地位，被譽為「亞洲舞王」。此外，結束與百事可樂8年的代言人關係，但兩者關係仍然良好。
2005年11月，憑電影《三岔口》中的落泊警員角色－孫兆仁，奪得《台灣電影金馬獎》「最佳男主角」。當時的評審給他的評語是：「郭富城在《三岔口》的演出令人驚豔！」評審團主席陳耀圻說。郭富城不只能歌善舞，在舞臺的表演也給人深刻的印象。劇中的郭富城飾演刑警，對角色的詮釋很有層次感，尤其對角色內心深痛的表演，更超脫了一般男演員「唯美派」式的清澈流淚，而是眼睛充滿血絲，很真實的呈現內心的傷痛。郭富城深刻投入角色所表現出的成績，讓評審意外，也給予他最高的肯定，投票表決時，郭富城以十票大勝梁家輝的一票，在第一輪就輕鬆拿下金馬獎影帝。
2006年，再次榮登全年最高收入藝人排行榜榜首，憑電影《三岔口》勇奪《中國長春電影節》的「金鹿獎最佳男演員」，再次被電影界人士認同。8月，郭富城滿約華納，並以高價正式簽約大國文化，並推出國語唱片《My Nation》。11月，憑電影《父子》再次蟬聯台灣金馬獎最佳男主角，成為金馬獎歷史上繼成龍後第二位蟬聯影帝的演員，劇中他飾演一名不負責任，嗜賭成性的父親周長勝，再次突破他演戲的框框。
2007年11月，於香港紅磡體育館舉行《郭富城舞林正傳演唱會2007》，原為5場，後加至8場。該演唱會使用的450°旋轉舞台，榮登健力士世界紀錄，為全球最大旋轉舞台。
2008年2月，於香港亞洲國際博覽館舉行7場《郭富城舞林正傳演唱會延續篇2008》。
2010年10月，推出專輯《永遠愛不完》，以慶祝出道20年。
2011年5月12日，由郭富城、譚耀文、張兆輝等演員主演的電影《B+偵探》於香港上映，上映前的4月27日於北京舉行全國首映禮。郭富城亦是一名熱心的業餘賽車手，多次在中國國內賽事中參加比賽及稱王。5月21及22日，於上海參加賽車贏了兩場冠軍，令他興奮不已。6月5日，於台北西門町舉行「永遠愛不完」簽唱會。6月16日，由他與章子怡主演的電影《最愛》，亦於香港上映。
2011－2012年度馬季郭富城開始成為香港賽馬會會員馬主，是香港競賽馬匹「愛的呼喚」（烙號N288）馬主（練馬師為方嘉柏）（已退役，已獲獎金2,281,400元），也是2012-2013年度馬季自購新馬進口許可證中簽會員（與張智霖、周文曦、陳汝安合養），馬名最初定為「愛河」（烙號P288，練馬師為方嘉柏），但後來改名「愛將」（已退役，已獲獎金2,742,000元）。

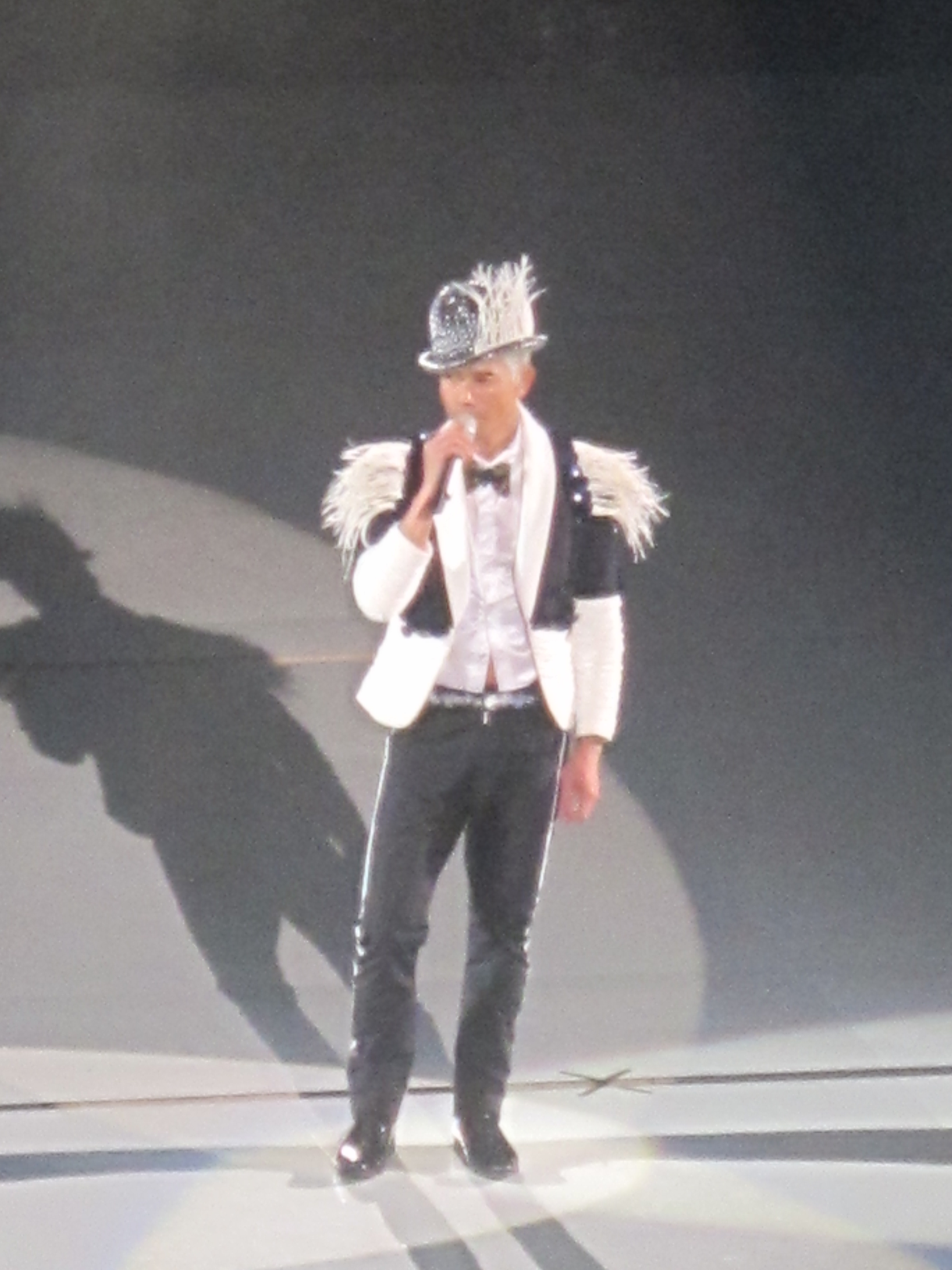
郭富城舞臨盛宴世界巡迴演唱會2011-12香港站

2011年到上海、北京及長沙舉行世界巡迴演唱會，並於12月18日至2012年1月3日，跨年共17場郭富城舞臨盛宴世界巡迴演唱會香港站，以3D立體視覺技術配合舞蹈再創舞台里程碑，破紀錄成為紅館史上最貴的舞台。
2012年於台灣、新加坡、澳門及美國舉行世界巡迴演唱會。同年11月8日，由郭富城、梁家輝主演的《寒戰》公映累積總票房達42,819,043港元成為2012年度香港華語票房最高香港電影。11月11日，奧迪R8 LMS杯全年賽事完成，在非專業車手組別中，來自台灣的李勇德奪得全年總冠軍，郭富城則獲得全年總季軍。12月31日 參加台灣「2013臺北最HIGH新年城」跨年晚會。演唱「以歌會舞」、「對你愛不完」、「失憶諒解備忘錄」等快歌，以及「唯一色彩」、「永遠愛不完」等慢歌。

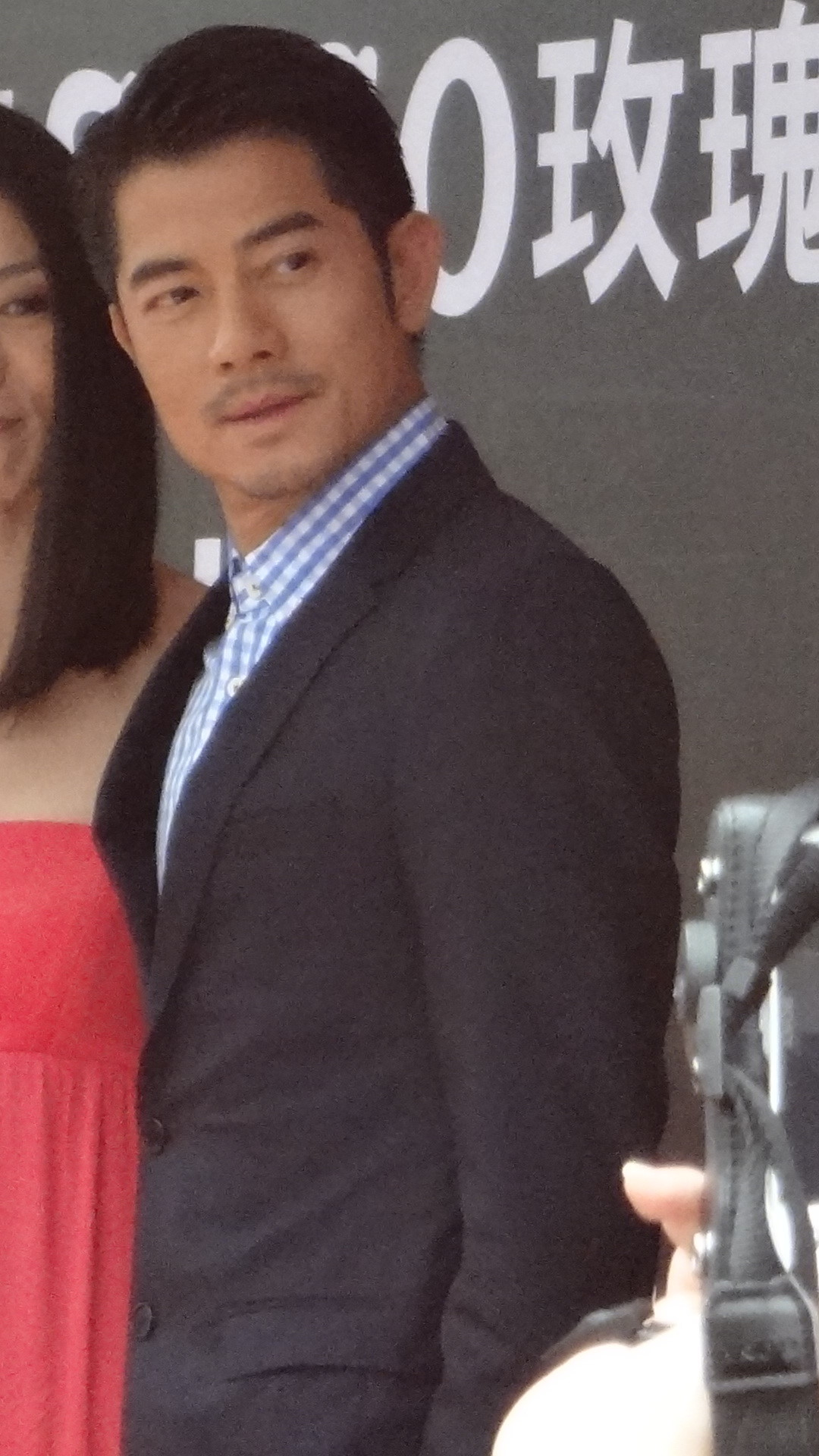
2013年5月，郭富城於台灣台北東區Sogo百貨公司

2013年11月18日，郭富城憑借電影《全民目擊》獲得第五屆英國萬象國際華語電影節“最佳男主角”獎。2013年11月22日，郭富城獲得Mnet亞洲音樂大獎（MAMA）頒獎典禮“最佳亞洲藝人”獎。
2014年農曆新年檔期，郭富城在3D魔幻電影《西遊記之大鬧天宮》飾演“牛魔王”，顛覆過往傳統影視作品中牛魔王凶神惡煞的形象，塑造一个外表俊朗以復興魔族宏圖霸業的梟雄，也是郭富城從影生涯鮮有地飾演反派角色。該片在中國公映最终累積票房約10.532億元人民幣成為第三部票房超過十億人民幣的華語片。
2014年3月郭富城跟百事可樂再續前緣，並與蔡依林、羅志祥、吳莫愁一起拍攝新一季電視廣告迎接全球盛事世界盃。
2014年10月27日首次在英國溫布萊體育舘(The SSE Arena Wembley)舉行舞臨盛宴世界巡回演唱會倫敦站一場，今次英國個唱亦大玩3D視效舞台，加入了不少英國風貌元素於歌曲視像內，如London Eye及London Bridge等，令城城彷如置身英國地標展現歌舞一樣，觀眾反應十分熱烈。
2014年第51屆金馬獎郭富城首次為決審階段評審。
2015年3月郭富城擔任第九屆亞洲電影大獎名人評審。
2015年4月10至11日舞臨盛宴世界巡迴演唱會馬來西亞站兩場。
2015年9月20日發表首部微電影作品:愛在當下。故事描述一位常常帶著別人的小孩到處遊玩的父親，突然發現似乎該在自己的小孩上學之前，為她做一些特別的事情。於是，這位父親便安排了一趟為期11天的台灣之行。

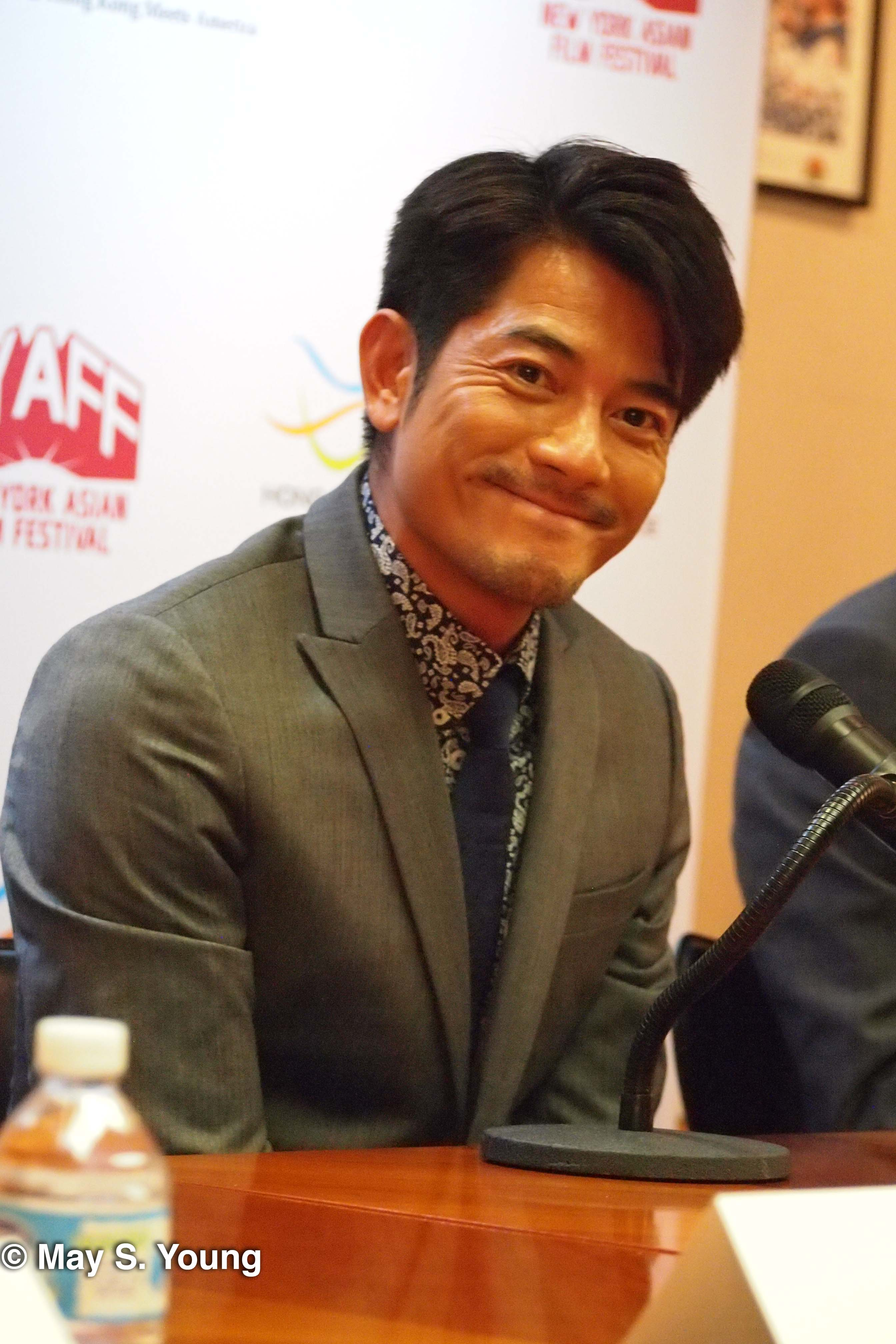
2015年6月26日出席在香港舉行的紐約亞洲電影節新聞發布會

2015年10月30－31日舞臨盛宴世界巡迴演唱會新加坡站兩場。
2015年11月7日首次在新濠影滙綜藝館舉行舞臨盛宴世界巡迴演唱會澳門站一場。
2016年4月3日憑電影《踏血尋梅》奪得第35屆香港電影金像獎最佳男主角，之前以《三岔口》、《父子》、《C+偵探》、《殺人犯》獲得四次最佳男主角提名，4月8日載譽重映，總票房累計達9,284,210港元。
2016年7月8日《寒戰II》公映，截至7月24日上映17天票房累計57,688,316港元成為香港2016年度華語片票房冠軍。《寒戰II》刷新香港電影開畫日及單日最高票房紀錄，截至7月28日成為最快衝破六千萬票房的香港電影。截至7月30日上映23天票房累計62,088,372港元刷新最快破紀錄榮登香港史上華語片票房第一位。截至7月31日上映24天票房累計848萬美元。2016年度香港票房累計66,244,171港元登上香港影史華語電影票房冠軍寶座，並刷新香港電影華語電影最高開畫日及單日票房紀錄。
2016年7月郭富城親手打造的精緻男士護膚品牌AaKode+。
2016年8月21－28日、9月1－4日及6－8日，於香港紅磡體育館演出共15場《AIA郭富城舞林密碼世界巡迴演唱會2016》香港站。
2016年9月22日《踏血尋梅》代表香港競逐2017年第89屆奧斯卡金像獎最佳外語片。
2016年12月首次參加真人SHOW節目《我們十七歲》與觀眾分享自己17歲時的情懷。12月30日參與浙江衛視愛在一起領跑2017演唱會，其收視領跑各大衛視跨年節目而成為收視冠軍。
2017年9月郭富城於網上平台對外宣佈自己正式成為爸爸。
2017年12月郭富城自創洗髮品牌AKFS+。
2018年1月4日以神秘嘉賓身份亮相《第40屆十大中文金曲 - 我和你音樂會》，獻唱經典歌曲《唱這歌》、《狂野之城》。
2018年5月首次擔任第43屆香港國際電影節大使。
2018年6月首次擔任第三屆澳門國際電影節大使。
2018-2019年度馬季，郭富城再次在香港成為馬主，名下馬匹取名「舞士精神」（烙號C180），仍由方嘉柏訓練。
2018年11月24日－25日郭富城啟動舞林密碼世界巡迴演唱會而廣州站為首站。
2019年4月18日郭富城於結婚兩週年日子在網上平台對外宣佈妻子方媛第二胎嬰孩出世了。
2019年11月郭富城憑《麥路人》獲頒「第四屆倫敦東亞電影節」最佳男主角。《麥路人》同時入圍《第32屆東京國際電影節》「亞洲未來」單元，並成爲第4屆「倫敦東亞電影節」（London East Asia Film Festival）的閉幕電影，在歐洲上映。
2020年2月在美國拉斯維加斯、康州舉行舞林密碼世界巡迴演唱會各一場。
2020年5月9日在香港海運觀點舉行《郭富城鼓舞‧動起來網上慈善演唱會》，為舞蹈員及電影幕後基層工作者籌款，以及為香港人打氣。
2021年12月31日「舞台王者」郭富城在香港中環海濱陪大家倒數迎接2022年，門票收益扣除成本後將撥捐「香港現場演出及製作行業協會」，幫助疫情下沒有工作和收入的業內人士。
2022年度馬季起，郭富城再次在香港成為馬主，先後擁有名下馬匹「舞林密碼」（烙號G365）、「舞林寶典」（烙號J060），仍由方嘉柏訓練。

## 个人生活
郭富城曾与姚正菁、锺丽缇、朱茵、藤原纪香、熊黛林、苟芸慧、阿曼达·斯特朗等女星传过恋情，但他从不曾认爱。其中熊黛林时间最长，在2006-2013年傳有7年情，他只在兩人傳出分手時說：「鞋子不適合，腳經常不舒服，你也會想換一雙舒服的鞋；就像身邊伴侶，應該找合適的穿上去，硬著來只會流血, 感情就是这样」。
2015年12月1日，郭富城在微博晒出一张牵手照公开与方媛的恋情。2017年3月4日，方媛与郭富城秘密在香港申请注册结婚；同年4月18日，方媛和郭富城在香港半岛酒店举行婚宴；9月1日，方媛生下女儿郭咏希（Chantelle）。 2019年4月18日，方媛生下二女儿郭咏萱（Charlotte）。

## 合作夥伴
自1993年至今，梁美薇（小美）是郭富城的獨家經理人，他們於1980年代的同一年同一天考入電視廣播有限公司（無綫電視），郭富城是舞蹈組的舞蹈員，而小美是綜藝組音樂部的幕後人員，二人由此相識。1993年，小美為了幫助郭富城處理合約糾紛而放棄移民，其後成立經理人公司「小美工作室」，擔任郭富城的經理人。郭富城和小美早年常有衝突，但沒有沒影響二人的合作關係，傳媒指小美除了照顧郭富城的事業，在生活上也照顧周到，如協助管理郭富城的財政及私人事務等，務求讓郭富城能夠專心演出，在郭富城的事業低潮期為他向片商爭取權益，並於經理人公司出現財務困難時，拿出自己填詞的所得的版稅收益繼續經營，為郭富城舉辦演唱會及宣傳唱片。傳媒認為郭富城與小美多年來合作無間、感情深厚，唱片收藏家黃國恩則以「成也小美 敗也小美」來形容二人的合作關係，他認為郭富城在小美的帶領下，由新人發展為具知名度的歌手，而小美創作的歌詞對郭富城的音樂事業發展也有着關鍵性的影響。
即使郭富城簽的唱片公司，每張專輯主導權亦在小美手上。

## 名車收藏
郭富城是超級跑車的收藏家，也是賽車迷，他被稱為汽車狂熱分子，擁有大量名車。他的一些收藏包括：邁凱倫Senna、帕加尼 Zonda F、法拉利F50、法拉利Enzo、法拉利 FXX-K、法拉利Testarossa、法拉利F355、法拉利360、法拉利599 GTB Fiorano、法拉利加利福尼亞、法拉利F430、藍寶堅尼Diablo、蘭博基尼Murciélago、蘭博基尼Gallardo、蘭博基尼Aventador。 其他車款包括保時捷911Turbo，保時捷 911 GT3 RS、保時捷 996 GT3、保時捷卡宴、梅賽德斯-奔馳SL600、梅賽德斯-奔馳KCLK DTM AMG、奧迪R8、日產GT-R和極氪009。

## 軼事
郭富城共用了77萬港元投得以下的三塊自訂車牌：
- AAR0N(25萬)
  - 郭富城的英文名
- SKY(22萬)
  - 四大天王的天字的英文
- KING(30萬)
  - 四大天王的王字的英文

雖然他的車羣中有多部法拉利名車，但卻未擁有任何一塊代表法拉利名車的FR字頭的傳統車牌。

## 影視作品

### 電視劇（無綫電視）
| 年 份  | 片 名                      | 角 色             | 合 作                                                                        | 備 註                      |
| 1987年 | 成吉思汗                   | 諾彥              | 萬梓良、劉青雲、關禮傑、黃日華、陳庭威                                       | 第2、6集                   |
| 1987年 | 上海大風暴                 | 大佐              | 林俊賢、劉嘉玲、劉青雲                                                       | 第8集                      |
| 1987年 | 鐳射青春                   | 舞蹈員            | 吳啟明、陳潔靈、盧冠庭、鄭伊健、蘇永康                                       |                            |
| 1988年 | 誓不低頭                   | 油脂飛            | 鄭少秋、曾江、羅嘉良、郭晉安、陳秀珠                                         |                            |
| 1988年 | 太平天國                   | 秦日綱            | 呂良偉、黃日華、劉青雲、鄧萃雯、陳敏兒                                       |                            |
| 1988年 | 都市方程式                 | 宋啟源            | 陳嘉輝、梁珮玲、楊羚、何志培                                                 |                            |
| 1988年 | 飛躍霓裳                   | Simon             | 羅慧娟                                                                       |                            |
| 1989年 | 淘氣雙子星                 | 徐翊（東莞仔）    | 李克勤、黃貫中、余倩雯、黃澤民、梅小惠                                       |                            |
| 1989年 | 公私三文治                 | 楊小強            | 梅小惠                                                                       | 第34集                     |
| 1989年 | 天涯歌女                   | 王俊俊            | 黎明、陳松伶、關禮傑、戴志偉、馬海倫                                         | [ 67 ]                     |
| 1990年 | 蜀山奇俠                   | 嚴金蟬            | 關禮傑、楊寶玲、李婉華、龔慈恩、王綺琴                                       |                            |
| 1990年 | 午夜太陽                   | 王泉              | 吳鎮宇、黎美嫻、黃秋生、姚正菁、林其欣                                       | 又名《特警雙雄》           |
| 1991年 | 我係黃飛鴻                 | 梁謹              | 陳嘉輝、石堅、何嘉麗、胡曼音、白韻琴                                         |                            |
| 1991年 | 打工貴族之玻璃爛佬鞋       | 林有發（Patrick） | 羅慧娟、林家棟、黃秋生、楊寶玲、胡楓、駱應鈞、許志安、麥翠嫻、邵仲衡、邵美琪 |                            |
| 1992年 | 風之刀                     | 駱風／聶雲        | 梁小冰、袁潔瑩、蔡少芬、林文龍、梁家仁                                       | 又名《武林啟示錄之風之刀》 |
| 1992年 | 愛情戀曲：這份情緣         | 阿安              | 葉蘊儀、黃澤民                                                               | 單元劇                     |
| 1994年 | 烈火狂奔                   | 林俊暉            | 黎姿、袁潔瑩、王書麒、鄭浩南、吳詠紅                                         |                            |
| 1996年 | 廉政行動組                 | 楊大志            | 朱茵、駱應鈞、魏駿傑、關詠荷、楊玉梅                                         |                            |
|        |                            |                   |                                                                              |                            |
| 2004年 | 富豪海灣非凡情緣：霓裳戀曲 | Aaron             | 曹敏莉                                                                       | 單元五、六                 |
| 2004年 | 赤沙印記@四葉草.2          | Aaron             | 司徒瑞祈、蔡淇浚、楊秀惠、李思欣                                             | 客串                       |

### 電影
以香港當地原始片名為主：

#### 1980年代
| 年 份  | 片 名    | 角 色              | 香港票房（港元） | 合 作                        | 備 註        |
| 1988年 | 城市特警 |                    | $4,076,927       | 李子雄、王祖賢、黃衍濛       | 跑龍套       |
| 1989年 | 飛越危牆 | 郭幫辦（Ben Kwok） | $2,149,821       | 莫少聰、苗僑偉、陳加玲、郭追 | 台：黑道日子 |

#### 1990年代
| 年 份  | 片 名                      | 角 色        | 香港票房（港元） | 合 作                                                                  | 備 註                                      |
| 1990年 | 西環的故事                 | 李少偉       | $3,610,814       | 李子雄、鄭浩南、董驃、張敏、羅美薇、午馬                               | 台：心痛的感覺                             |
| 1991年 | 表姐，妳玩嘢！             | 韋家寶       | $8,351,074       | 鄭裕玲、萬梓良、吳孟達、任達華、黎姿                                   | 台 : 賭后                                  |
| 1991年 | 豪門夜宴                   | 張國榮的弟弟 | $21,921,687      | 張國榮                                                                 | 香港演藝界忘我大電影，為賑濟華東水災而拍攝 |
| 1991年 | 五億探長雷洛傳II之父子情仇 | 雷仲賢       | $23,135,334      | 劉德華、向華強、吳孟達、邱淑貞                                         |                                            |
| 1991年 | 九一神雕俠侶               | 銀狐         | $20,476,495      | 劉德華、鍾鎮濤、梅艷芳、劉嘉玲、葉蘊儀                                 | 第11屆《香港電影金像獎》最佳男配角提名     |
| 1992年 | 危險情人                   | 黃家輝       | $3,819,056       | 劉青雲、袁潔瑩、梁家仁、鄭浩南、徐錦江                                 | 台：愛在槍口上                             |
| 1992年 | 機Boy小子之真假威龍        | 阿忠／黑豹   | $15,001,734      | 劉德華、吳孟達、潘宏彬、關之琳、陳慧儀                                 | 台：龍神太子                               |
| 1992年 | 童黨之街頭霸王             | 藍靖 (Sam)   | $6,669,607       | 劉小慧、黃子揚、何沛東、梁拾壹、龍方                                   | 台：青春輓歌                               |
| 1992年 | 伴我縱橫                   | 李嘉華       | $7,775,386       | 李修賢、柯受良、午馬、張敏、劉玉玲                                     |                                            |
| 1992年 | 逃學英雄傳                 | Ace          | $11,401,994      | 張堅庭、吳孟達、邱淑貞、李麗蕊                                         |                                            |
| 1993年 | 千面天王                   | 波子         | $5,586,339       | 張曼玉、吳孟達、邱淑貞、溫兆倫、苑瓊丹                                 | 台：千面銀狐                               |
| 1993年 | 赤腳小子                   | 關豐曜       | $3,973,198       | 張曼玉、狄龍、張兆輝、曾江、吳倩蓮                                     | 台：江湖傳說                               |
| 1993年 | 超級學校霸王               | 阿龍 (Ryu)   | $18,294,196      | 劉德華、張學友、任達華、張衛健、許志安、吳耀漢、邱淑貞、楊采妮、劉小慧 |                                            |
| 1993年 | 笑俠楚留香                 | 楚留香       | $3,453,404       | 邱淑貞、袁詠儀、徐少強、李麗珍、葉蘊儀                                 |                                            |
| 1993年 | 夏日情未了                 | 阿雄         | $2,221,778       | 關之琳、苗僑偉、黃一山、黎彼得                                         | 台：夏日情人夢                             |
| 1993年 | 天若有情II之天長地久       | 阿富         | $9,146,116       | 吳倩蓮、黃秋生、郭晉安、張達明、何家駒                                 | 台：天若有情                               |
| 1994年 | 倫文敘老點柳先開           | 柳先開       | $8,384,786       | 張衛健、吳孟達、梁家仁、周慧敏、劉小慧                                 | 台：流氓狀元                               |
| 1995年 | 仙樂飄飄                   | 蝦佬／林Sir  | $7,597,254       | 陳慧琳、吳耀漢、苗僑偉、林朗熙、戚美珍                                 |                                            |
| 1996年 | 浪漫風暴                   | 王學勤 (Ken) | $11,611,563      | 李若彤、唐文龍、谷德昭、李文彪、徐濠縈                                 | 中：你是我的英雄                           |
| 1998年 | 安娜馬德蓮娜               | 游永富       | $7,805,160       | 陳慧琳、金城武                                                         |                                            |
| 1998年 | 風雲雄霸天下               | 步驚雲       | $41,398,555      | 千葉真一、鄭伊健、黃秋生、謝天華、方中信、尹揚明                       |                                            |

#### 2000年代
| 年 份  | 片 名                               | 角 色           | 香港票房（港元） | 合 作                                        | 備 註 |
| 2000年 | 公元2000                            | Peter Li        | $13,698,313      | 吳彥祖、呂良偉、賴興祥、連凱、郭妃麗、吳鎮宇 | |
| 2000年 | 小親親                              | 章戎            | $8,623,474       | 陳慧琳、張智霖、曾志偉、謝天華、宣萱         | 中：別惹我 |
| 2000年 | 雷霆戰警                            | 唐忠誠 (Darren) | $20,513,906      | 藤原紀香、王力宏、劉兆銘、秦沛、林心如       | |
| 2001年 | 芭啦芭啦櫻之花                      | 王錦勝          | $6,840,818       | 張柏芝、陳慶祥、恬妞、韓雪                   | 中／台：浪漫櫻花 |
| 2003年 | 1:99電影行動－等運到                | 外星人          |                  | 黃子華、黎姿、梁詠琪、何超儀                 | 公益短片 |
| 2004年 | 重案黐孖GUN                         | 李耀庭          | $1,603,003       | 陳奕迅、王傑、李修賢、黃品源、鄭希怡         | 中：衝鋒陷陣 |
| 2004年 | 柔道龍虎榜                          | 皮褸 (Tony)     | $8,231,079       | 古天樂、陳小春、蔡一智、梁家輝、應采兒       | |
| 2005年 | 三岔口                              | 孫兆仁          | $6,349,209       | 吳彥祖、鄭伊健、羅嘉良、曾志偉、李心潔       | - 《第42屆金馬獎》最佳男主角獎獲獎 - 《中國長春電影節金鹿獎》最佳男主角獎獲獎 - 《第25屆香港電影金像獎》最佳男主角獎提名                                       |
| 2006年 | 父子                                | 周長勝          | $6,000,000       | 吳澋滔、徐天佑、楊采妮、林熙蕾、秦海璐       | - 《第43屆金馬獎》最佳男主角獎獲獎 - 第8屆《演藝動力大獎》最突出電影男演員獲獎 - 《第26屆香港電影金像獎》最佳男主角獎提名 - 《香港電影金紫荊獎》最佳男主角提名 |
| 2007年 | C+偵探                              | 陳探            | $5,500,000       | 廖啟智、成奎安、黎耀祥、黃德斌、谷祖琳       | - 《第44屆金馬獎》最佳男主角獎提名 - 《第27屆香港電影金像獎》最佳男主角獎提名                                                                                  |
| 2008年 | 四川汶川地震公益短片2008分之1：落地 | 父親            |                  | 徐嬌、林保怡                                 | 公益短片 |
| 2009年 | 殺人犯                              | 凌光            | $11,697,556      | 張鈞甯、張兆輝、錢嘉樂、陳觀泰、何超儀       | 中：罪與罰 《第28屆香港電影金像獎》最佳男主角獎提名 |
| 2009年 | 風雲II                              | 步驚雲          | $15,390,000      | 鄭伊健、唐嫣、謝霆鋒、任達華、何家勁、蔡卓妍 | |
| 2009年 | 阿童木                              | 天馬博士        |                  | 吳景滔                                       | 粵語配音 |

#### 2010年代
| 年 份  | 片 名                    | 角 色          | 香港票房（港元） | 合 作                                                  | 備 註 |
| 2010年 | 全城戒備                 | Sunny          | $3,060,000       | 舒淇、鄒兆龍、吳京、張靜初、周秀娜                     | 第5屆《華鼎獎》 最佳男主角獎提名 |
| 2010年 | 白銀帝國                 | 康三爺         |                  | 郝蕾、張鐵林、金士杰                                   | |
| 2011年 | B+偵探                   | 陳探           | $6,142,939       | 張兆輝、譚耀文、廖啟智、徐正曦、龔蓓苾                 | |
| 2011年 | 最愛                     | 趙得意         |                  | 章子怡、蔣雯麗、濮存昕                                 | - 第1屆《優酷影視盛典》最佳電影男演員獲獎 - 第28屆《中國電影金雞獎》最佳男主角獎提名 - 第6屆《羅馬國際電影節》最佳男主角獎提名 - 第3屆《中國電影導演協會》年度男演員獎提名 - 第19屆《北京大學電影節》最佳男演員提名                                           |
| 2011年 | 全球熱戀                 | Michael        | $682,536         | 陳奕迅、劉若英、桂綸鎂、井柏然                         | |
| 2012年 | 浮城                     | 布華泉         | $1,533,319       | 楊采妮、鮑起靜、劉心悠                                 | 中：浮城大亨 |
| 2012年 | 寒戰                     | 劉傑輝 (Sean)  | $42,819,043      | 梁家輝、楊采妮、彭于晏                                 | 第4屆《樂視影視盛典》年度電影最佳男演員獲獎 |
| 2013年 | 越來越好之村晚           | 謝德發         |                  | 徐靜蕾、梁家輝、佟大為、王寶強、吳君如                 | |
| 2013年 | 同謀                     | 陳探           | $9,726,469       | 張家輝、江一燕                                         | 前名為A+偵探，此為B+偵探續集 |
| 2013年 | 聖誕玫瑰                 | 陳志天         | $1,995,755       | 桂綸鎂、夏雨、張震                                     | |
| 2013年 | 全民目擊                 | 童濤           | $445,718         | 孫紅雷、余男                                           | 第5屆《英國萬像國際華語電影節》最佳男主角獎獲獎 |
| 2014年 | 西遊記之大鬧天宫         | 牛魔王         | $25,639,054      | 甄子丹、周潤發、陳喬恩                                 | |
| 2015年 | 道士下山                 | 周西宇         | $55,858          | 王寶強、張震、林志玲                                   | |
| 2015年 | 踏血尋梅                 | 臧文濠 (臧Sir) | $9,284,210       | 春夏、白只、金燕玲、譚耀文、邵美琪、楊詩敏(蝦頭)、艾迪 | - 《第35屆香港電影金像獎》最佳男主角獎獲獎 - 台灣《第52屆金馬獎》最佳男主角獎提名 - 第14屆《紐約亞洲電影節》亞洲之星大獎獲獎 - 第1屆《柏林華語電影節》最佳男主角獎獲獎 - 第7屆《青年電影手冊2015年度》男演員獎獲獎 - 2015年度《香港導演協會》最佳男主角獎獲獎 |
| 2016年 | 西遊記之孫悟空三打白骨精 | 孫悟空         | $15,643,992      | 鞏俐、馮紹峰、小瀋陽、羅仲謙                           | |
| 2016年 | 夢想合伙人               | 孟曉駿         |                  | 姚晨、郝蕾、唐嫣、李晨                                 | 特別演出 |
| 2016年 | 寒戰II                   | 劉傑輝 (Sean)  | $66,244,171      | 梁家輝、周潤發、彭于晏、李治廷、楊采妮、楊祐寧         | 愛奇藝頒獎禮2016年度男演員 |
| 2016年 | 天亮之前                 | 高野           |                  | 楊子姍、郝蕾、范湉湉、春夏                             | |
| 2017年 | 破·局                    | 高見翔         | $323,378         | 王千源、劉濤                                           | |
| 2017年 | 密戰                     | 林翔           |                  | 趙麗穎、任達華、張翰、朱一龍                           | |
| 2018年 | 西遊記·女兒國            | 孫悟空         | $8,944,787       | 馮紹峰、趙麗穎、小瀋陽、羅仲謙                         | |
| 2018年 | 無雙                     | 李問           | $34,409,256      | 周潤發、張靜初、廖啟智、周家怡                         | - 第1屆《海南島國際電影節》最佳男主角獎獲獎 - 《第13屆亞洲電影大獎》最佳男主角獎提名 - 《第38屆香港電影金像獎》最佳男主角獎提名 - 《第25屆華鼎奬》最佳男主角獎獲獎 - 《第16屆廣州大學生電影展》最受大學生歡迎男主角獎獲獎 - 百花獎2020最佳男主角提名          |

#### 2020年代
| 年 份  | 片 名          | 角 色          | 香港票房（港元） | 合 作                          | 備 註 |
| 2020年 | 麥路人         | 阿博 (Bowen)   | $8,273,307       | 楊千嬅、萬梓良、張達明、鮑起靜 | - 第4屆《倫敦東亞電影節》焦點影人 - 第4屆《倫敦東亞電影節》最佳男主角獲獎 - 《香港電影編劇家協會》2019年最佳電影角色提名 - 《第39屆香港電影金像獎》最佳男主角提名 |
| 2021年 | 秘密訪客       | 汪先生         | $1,458,687       | 段奕宏、許瑋甯                 | |
| 2023年 | 風再起時       | 磊樂           | $11,260,914      | 梁朝偉、譚耀文                 | - 《第16屆亞洲電影大獎》最佳男主角獲獎 - 《第16屆亞洲電影大獎》最佳男配角提名、最佳美術指導提名 - 《第41屆香港電影金像獎》最佳美術指導獲獎、最佳服裝造型設計獲獎 - 《第41屆香港電影金像獎》最佳攝影提名、最佳動作設計提名、最佳音響效果提名、最佳視覺效果提名、最佳原創電影音樂提名 |
| 2023年 | 斷網           | 卓家俊         | $5,366,258       | 林家棟、任達華                 | |
| 2023年 | 掃毒3人在天涯  | 張建行／Billy  | $14,029,537      | 劉青雲、古天樂                 | - 《第15屆澳門國際電影節》最佳導演提名 - 《第15屆澳門國際電影節》最佳導演提名 - 《第15屆澳門國際電影節》最佳男配角提名 |
| 2024年 | 臨時劫案       | 梅藍天         | $21,081,597      | 任賢齊、林家棟、張可頤、胡定欣 | |
| 2024年 | 九龍城寨之圍城 | 陳占（殺人王） |                  | 古天樂、任賢齊                 | 特別演出 |
| 2024年 | 來自汪星的你   | 江斯旺         |                  | 藍盈瑩                         | |
| 2025年 | 無名指         | 鄧叔彥         |                  | 梁詠琪、鮑起靜                 | |
| 待定   | 六月的秘密     | 華哥           |                  | 苗苗、吳建飛                   | |
| 待定   | 內幕           |                |                  | 任達華、吳鎮宇                 | |
| 待定   | 你爸是鴿王     |                |                  |                                | |

### 電視電影
| 年 份  | 片 名    | 角 色          | 合 作                                | 備 註 |
| 1990年 | 情義兩難 | 鄭阿九         | 林文龍、張兆輝、劉青雲、鮑方         |       |
| 1992年 | 羣星會   | 郭富城（駱風） | 張衛健、溫兆倫、黃德斌、夏雨、何婉盈 | 客串  |
| 2012年 | 菊皇茶語 | 郭富城         | 李冰冰                               | 廣告  |

### 廣播劇
| 年 份  | 劇 名          | 角 色    | 合 作                                | 備 註          |
| 1994年 | 戀愛二分一     | 夏崇哲   | 彭羚、李蕙敏、黃偉文、郭靜           | 於商業電台廣播 |
| 1996年 | 滑鼠失蹤記     | Com      | 鄭秀文、古巨基                       | 於商業電台廣播 |
| 1997年 | 戀愛後二分一   | 夏崇哲   | 彭羚、李蕙敏、林海峰、黃偉文、郭靜   | 於商業電台廣播 |
| 1997年 | 獵物           | 湯正賢   | 郭可盈                               | 於香港電台廣播 |
| 1997年 | 有緣會相見     | 梁樂     | 夏妙然                               | 於香港電台廣播 |
| 1997年 | 1500個謊言     |          |                                      | 於香港電台廣播 |
| 1998年 | 風雲           | 步驚雲   | 鄭伊健、陳小春、舒淇、謝天華、楊恭如 | 於商業電台廣播 |
| 2000年 | 愛在回憶的世界 | 港聞記者 | 張柏芝                               | 於香港電台廣播 |
| 2000年 | 小親親         | 章戎     | 陳慧琳                               | 於商業電台廣播 |
| 2001年 | 愛情因DNA結束  | 倪子朋   | 林嘉欣                               | 於新城電台廣播 |

### 音樂電影
| 日期         | 電視台     | 節目名稱                   |
| 1993年       | 無綫翡翠台 | 郭富城音樂特輯之希臘驚情   |
| 1996年1月5日 | 無綫翡翠台 | 郭富城昆士蘭特輯之失憶情緣 |
| 1999年8月    | 無綫翡翠台 | 霓裳夢·驚情                |
| 2003年3月    | 無綫翡翠台 | 紅星會：愛在十指緊扣蔓延時 |

### 微電影
| 日期           | 劇名       | 角色 | 合作單位           | 備註                     |
| 2003年11月27日 | 愛在陽光下 | 義演 | 香港電台、銀河映像 | 艾滋病公益電影           |
| 2015年9月20日  | 愛在當下   | 父親 | AIA Hong Kong      | 真人真事改編，於台灣拍攝 |

### 綜藝节目
| 日期           | 電視台     | 節目名稱                                                   |
| 1991年5月至6月 | 無綫翡翠台 | 《1991年度香港小姐競選》瑞士外景拍攝及於準決賽當晚參與演出 |
| 2000年9月      | 無綫翡翠台 | 澳洲悉尼奧林匹克運動會（奧運大使）                         |
| 2003年5月      | 無綫翡翠台 | 區區有睇頭 - 香港樂悠遊之葵青區                            |
| 2016年12月     | 浙江衛視   | 我們十七歲（真人秀）                                       |
| 2024年1月      | TVB        | 《慈善星輝仁濟夜》                                         |

### MV
- 1985年：《Forever》- 李麗蕊
- 1985年：《神燈》- 陳秀雯
- 1986年：《愛將》- 梅艷芳
- 1986年：《激情十分》- 李麗蕊
- 1987年：《手掌上的電話號碼》- 露雲娜
- 1987年：《癡心》- 林姍姍
- 1987年：《勁舞 Dancing Queen》- 麥潔文
- 1987年：《留下陪我》- 鄺美雲
- 1987年：《傻女》- 陳慧嫻
- 1987年：《戀愛密探》- 魏綺清
- 1987年：《愛令我變炭》- 呂方
- 1987年：《驅魔大法師》- 陳百強
- 1988年：《不住怨婦街》- 陳慧嫻
- 1988年：《冷戰》- 林志美
- 1988年：《Get Out》- 李麗蕊
- 1988年：《台下女主角》- 周慧敏
- 1989年：《夜機》- 陳慧嫻
- 1989年：《說謊的東西》- 黃寶欣
- 1989年：《渴望》- 蔡立兒
- 1990年：《我估不到》- 劉美君

### 主持
| 日期             | 電視台       | 節目名稱                               |
| 1996年11月至12月 | 中華電視公司 | 《天生贏家》（LIVE播出，與況明潔主持） |

## 音樂作品

### 國語專辑
| 發行日期       | 專輯名稱                              | 唱片公司 | 備註                                |
| -------------- | ------------------------------------- | -------- | ----------------------------------- |
| 1990年9月24日  | 對你愛不完（國）                      | 飛碟唱片 | - 首張國語專輯 - 全亞洲銷量破百萬張 |
| 1991年4月8日   | 郭富城 2 (我是不是該安靜的走開)（國） | 飛碟唱片 | - 郭富城最暢銷的國語專輯            |
| 1991年10月15日 | 到底有誰能夠告訴我（國）              | 飛碟唱片 |                                     |
| 1992年7月17日  | 愛你（國）                            | 飛碟唱片 |                                     |
| 1993年1月22日  | 把所有的愛都留給你（國）              |          |                                     |
| 1993年11月10日 | 夢難留（國）                          | 飛碟唱片 |                                     |
| 1994年2月9日   | 夢的盡頭就是天涯（國）                |          | * 臺灣銷量突破三十萬張              |
| 1994年7月22日  | 渴望（國）                            | 飛碟唱片 |                                     |
| 1995年1月24日  | 我的開始在這裡（國）                  | 飛碟唱片 |                                     |
| 1995年8月      | 風不息（國）                          | 飛碟唱片 |                                     |
| 1996年5月      | 信鴿                                  |          |                                     |
| 1997年4月7日   | 誰會記得我（國）                      |          |                                     |
| 1997年10月     | 愛定妳（國）                          |          |                                     |
| 1999年10月     | 真的怕了（國）                        |          | - 臺灣銷量達四十萬張                |
| 2000年4月      | 旅途·愉快（國）                       |          | - 臺灣銷量突破二十五萬張            |
| 2006年12月11日 | My Nation（國）                       | 大國文化 |                                     |
| 2010年12月23日 | 永遠愛不完（粵、國）                  | 大國文化 |                                     |

### 粵語專辑
| 發行日期       | 專輯名稱                        | 唱片公司                      | 備註                                                                                             |
| -------------- | ------------------------------- | ----------------------------- | ------------------------------------------------------------------------------------------------ |
| 1992年8月      | 跳不完．愛不完．唱不完（粵）    | 華星唱片                      | - 首張粵語專輯，銷量突破四白金                                                                   |
| 1993年4月27日  | 沒有妳的愛（粵）                | 華星唱片                      | - 銷量達五白金                                                                                   |
| 1993年12月16日 | Merry Christmas（粵）           | 華星唱片                      |                                                                                                  |
| 1994年1月24日  | 狂野之城（粵）                  | 華納唱片                      | - 銷量突破三白金                                                                                 |
| 1994年5月24日  | 天若有情II天涯凝望（粵、國）    | 華納唱片(香港) 飛碟唱片(台灣) |                                                                                                  |
| 1994年9月20日  | 鐵幕誘惑（粵）                  | 華納唱片                      | * 實際銷量達三白金                                                                               |
| 1995年5月29日  | 純真傳說（粵）                  | 華納唱片                      | - 銷量突破雙白金，位列當年十大最暢銷專輯第八位                                                   |
| 1995年12月     | 備忘錄（粵）                    | 華納唱片                      | * 銷量突破雙白金                                                                                 |
| 1996年10月     | 聽風的歌（粵）                  | 華納唱片                      | *IFPI認證白金唱片，實際銷量突破雙白金                                                            |
| 1997年6月26日  | 愛的呼喚（粵、國）              | 華納唱片                      | - IFPI認證雙白金唱片，實際銷量突破四白金約25至30萬張，全亞洲銷量達70萬。乃郭富城最暢銷之粵語專輯 |
| 1997年12月     | 唱這歌（粵、國）                | 華納唱片                      | - IFPI認證白金唱片，實際銷量突破三白金                                                           |
| 1998年6月23日  | 風裏密碼（粵）                  | 華納唱片                      | - 銷量突破雙白金                                                                                 |
| 1998年10月     | 一變傾城（粵）                  | 華納唱片                      | - 98年香港IFPI周榜唯一三連冠專輯 - 銷量突破雙白金                                                |
| 1999年8月      | 遊園驚夢（粵）                  | 華納唱片                      |                                                                                                  |
| 2000年9月      | 著迷（粵）                      | 華納唱片                      |                                                                                                  |
| 2001年7月      | 新天地（粵、國）                | 華納唱片                      |                                                                                                  |
| 2001年12月     | 絕對（粵）                      | 華納唱片                      |                                                                                                  |
| 2002年12月     | 空手道（粵）                    | 華納唱片                      |                                                                                                  |
| 2003年8月      | In The Still Of The Night（粵） | 華納唱片                      |                                                                                                  |

### 精選辑
| 發行日期       | 專輯名稱                         | 唱片公司 | 備註             |
| -------------- | -------------------------------- | -------- | ---------------- |
| 1992年2月25日  | 請把我的情感帶回家（國）         | 華星唱片 | * 銷量突破四白金 |
| 1992年12月3日  | 深深愛你的（國）                 | 飛碟唱片 |                  |
| 1993年12月     | 由零開始（粵）                   | 華星唱片 |                  |
| 1994年1月25日  | 一生的情人（國）                 | 飛碟唱片 |                  |
| 1994年11月18日 | AK-47（粵、國）                  | 華星唱片 |                  |
| 1997年5月      | 華納超極品音色系列I（粵）        | 華納唱片 |                  |
| 1996年4月      | 備忘錄精選歌輯（粵）             | 華納唱片 |                  |
| 1998年3月      | 華納超極品音色系列II（粵）       | 華納唱片 |                  |
| 1998年9月      | 最好唱的國語精選（國）           | 華納唱片 |                  |
| 1998年         | 最好的混音精選Remix（粵）        | 華納唱片 |                  |
| 1999年12月     | 郭富城新舊喝采16首1999（粵）     | 華納唱片 |                  |
| 2000年7月      | 喝采2000卡拉OK（粵）             | 華納唱片 |                  |
| 2000年         | 金曲備忘錄精選歌集（粵）         | 華納唱片 |                  |
| 2001年5月      | 華納皇牌極品（粵、國）           | 華納唱片 |                  |
| 2001年11月9日  | 新曲+精選19首（粵、國）          | 華納唱片 |                  |
| 2002年8月30日  | 愛·情大舞台（粵、國、日）        | 華納唱片 |                  |
| 2004年7月28日  | 城意三部曲 (新歌+精選)（粵、國） | 華納唱片 |                  |
| 2006年12月12日 | 城城完全精選（粵、國）           | 華納唱片 |                  |
| 2009年11月27日 | 歌影魅力全紀錄（粵、國）         | 華納唱片 |                  |

### EP
| 發行日期       | 專輯名稱                           | 唱片公司 | 備註                 |
| -------------- | ---------------------------------- | -------- | -------------------- |
| 1995年3月16日  | 妳是我的一切（粵）                 | 華納唱片 |                      |
| 1996年8月      | 最激帝國（粵）                     | 華納唱片 |                      |
| 1999年5月      | 渴望無限 Ask For More EP（粵、國） | 華納唱片 | - 臺灣銷量達三十萬張 |
| 2001年1月      | 無忌Vs未來 EP（粵、國）            | 華納唱片 |                      |
| 2002年6月      | 爆裂旋風EP（粵）                   | 華納唱片 |                      |
| 2005年12月29日 | Thematic EP（粵、國）              | 華納唱片 |                      |

### 其它
| 發行日期       | 專輯名稱                     | 唱片公司                      | 備註 |
| -------------- | ---------------------------- | ----------------------------- | ---- |
| 1994年12月29日 | 浪漫鐵幕動感新誘惑（粵、國） | 華納唱片(香港) 飛碟唱片(台灣) |      |
| 1995年2月      | 改變的使命（粵）             | 華納唱片                      |      |

### 合辑
| 發行日期      | 專輯名稱       | 唱片公司 | 備註 |
| ------------- | -------------- | -------- | ---- |
| 1992年9月11日 | 火熱動感（粵） | 華星唱片 |      |

### 其他歌曲
除了出版唱片之外，郭富城亦曾多次為電影及電視劇等主唱主題曲或插曲。

### 派台歌曲成績
| 派台歌曲成績（四台）      | 派台歌曲成績（四台）     | 派台歌曲成績（四台） | 派台歌曲成績（四台） | 派台歌曲成績（四台） | 派台歌曲成績（四台） | 派台歌曲成績（四台）                                                  | 派台歌曲成績（四台）                                                                                            |      |
| ------------------------- | ------------------------ | -------------------- | -------------------- | -------------------- | -------------------- | --------------------------------------------------------------------- | --- | ---- |
| 唱片                      | 歌曲                     | 903                  | RTHK                 | 997                  | TVB                  | 備註                                                                  | 備註 |      |
| 1991年                    |                          |                      |                      |                      |                      |                                                                       | |      |
| 我是不是該安靜的走開      | 我是不是該安靜的走開     | 9                    | 6                    |                      | /                    |                                                                       | |      |
| 到底有誰能夠告訴我        | 到底有誰能夠告訴我       | 2                    | 3                    |                      | /                    | OT：尾崎豐 ~ I LOVE YOU                                               | OT：尾崎豐 ~ I LOVE YOU                                                                                         |      |
| 1992年                    |                          |                      |                      |                      |                      |                                                                       | |      |
| 請把我的情感帶回家        | 對你愛不完               | 2                    | 1                    |                      | 1                    | 首支冠軍歌 OT：田原俊彥 ~ シルエットにはれない                        | 首支冠軍歌 OT：田原俊彥 ~ シルエットにはれない                                                                  |      |
| 請把我的情感帶回家        | 難道你現在還不知道       | 27                   | -                    |                      | /                    |                                                                       | |      |
| 請把我的情感帶回家        | Tell Me Why              | 13                   | 2                    |                      | 1                    |                                                                       | |      |
| 跳不完·愛不完·唱不完      | 第四晚心情               | 1                    | 1                    |                      | 1                    | 首支三台冠軍歌                                                        | 首支三台冠軍歌                                                                                                  |      |
| 跳不完·愛不完·唱不完      | 我為何讓你走             | 1                    | (1)                  |                      | 3                    |                                                                       | |      |
| 火熱動感                  | 火熱動感La La La         | 5                    | 4                    |                      | 1                    | 與許志安、鄭秀文、梁漢文合唱 OT：爆風Slump ~ 東京ラテン系セニョリータ | 與許志安、鄭秀文、梁漢文合唱 OT：爆風Slump ~ 東京ラテン系セニョリータ                                           |      |
| 跳不完·愛不完·唱不完      | You And Me               | 9                    | 5                    |                      | 1                    |                                                                       | |      |
| 跳不完·愛不完·唱不完      | I'm On Fire              | 16                   | 14                   |                      | -                    |                                                                       | |      |
| 跳不完·愛不完·唱不完      | 霧裏清風                 | -                    | /                    |                      | /                    | TVB劇集《風之刀》主題曲                                               | TVB劇集《風之刀》主題曲                                                                                         |      |
| 愛你                      | 愛你                     | 2                    | 1                    |                      | 1                    |                                                                       | |      |
| 1993年                    |                          |                      |                      |                      |                      |                                                                       | |      |
| 深深愛你的                | 藍色眼睛的愛情           | 22                   | -                    |                      | /                    |                                                                       | |      |
| 把所有的愛都留給你        | 愛到最後                 | 8                    | 2                    |                      | /                    |                                                                       | |      |
| 把所有的愛都留給你        | 把所有的愛都留給你       | 17                   | -                    |                      | /                    |                                                                       | |      |
| 沒有妳的愛                | 沒有妳的愛               | 6                    | 9                    |                      | /                    |                                                                       | |      |
| 沒有妳的愛                | 雨中感歎號               | (1)                  | 1                    |                      | 1                    | 三台冠軍歌                                                            | 三台冠軍歌 |      |
| 沒有妳的愛                | 童話小公主               | -                    | -                    |                      | 4                    |                                                                       | |      |
| 沒有妳的愛                | 其實我真的愛妳           | 18                   | 13                   |                      | /                    |                                                                       | |      |
| 天碟金曲精選八            | 永不放棄                 | 16                   | ×                    |                      | ×                    | 與劉德華合唱 商業電台「永不放棄大行動」主題曲                         | 與劉德華合唱 商業電台「永不放棄大行動」主題曲                                                                   |      |
| Merry X'mas               | Merry Christmas          | 7                    | /                    |                      | -                    |                                                                       | |      |
| Merry X'mas               | 痴情畫家                 | -                    | /                    |                      | -                    |                                                                       | |      |
| 狂野之城                  | 狂野之城                 | (1)                  | 1                    |                      | 1                    | 三台冠軍歌                                                            | 三台冠軍歌 |      |
| 1994年                    |                          |                      |                      |                      |                      |                                                                       | |      |
| 狂野之城                  | 個個讚你乖               | 1                    | 2                    | /                    | 1                    |                                                                       | |      |
| 狂野之城                  | 夢見妳回來               | 16                   | 10                   | /                    | /                    |                                                                       | |      |
| 夢的盡頭就是天涯          | 天涯                     | 14                   | -                    | 9                    | /                    |                                                                       | |      |
| 天若有情II天涯凝望        | 你是我的1/2              | 5                    | -                    | /                    | /                    | 商業二台叱咤903廣播劇《戀愛1/2》主題曲                                | 商業二台叱咤903廣播劇《戀愛1/2》主題曲                                                                          |      |
| 天若有情II天涯凝望        | 天涯凝望                 | 21                   | 1                    | 2                    | /                    | TVB劇集《烈火狂奔》主題曲                                             | TVB劇集《烈火狂奔》主題曲                                                                                       |      |
| 渴望                      | 渴望                     | 5                    | 2                    | /                    | /                    |                                                                       | |      |
| 鐵幕誘惑                  | 鐵幕誘惑                 | (1)                  | (1)                  | 1                    | 1                    | 首支四台冠軍歌                                                        | 首支四台冠軍歌                                                                                                  |      |
| 鐵幕誘惑                  | 痛哭                     | 7                    | 3                    | 2                    | 1                    |                                                                       | |      |
| 鐵幕誘惑                  | 臨行                     | 7                    | -                    | /                    | /                    |                                                                       | |      |
| 鐵幕誘惑                  | 吻我吧                   | 10                   | 6                    | /                    | /                    |                                                                       | |      |
| 1995年                    |                          |                      |                      |                      |                      |                                                                       | |      |
| 浪漫鐵幕動感新誘惑        | 改變的使命               | 18                   | 7                    | /                    | /                    | 世界環保日主題曲1995                                                  | 世界環保日主題曲1995                                                                                            |      |
| 妳是我的一切              | 望鄉                     | (1)                  | 1                    | /                    | 1                    |                                                                       | |      |
| 妳是我的一切              | 妳是我的一切             | 1                    | 1                    | /                    | 1                    |                                                                       | |      |
| 純真傳說                  | 純真傳說                 | [1]                  | (1)                  | 3                    | (1)                  |                                                                       | |      |
| 純真傳說                  | 強                       | 3                    | 2                    | /                    | 1                    |                                                                       | |      |
| 純真傳說                  | 戀愛中                   | 11                   | 14                   | /                    | 10                   |                                                                       | |      |
| 風不息                    | 當我知道你們相愛         | 9                    | 3                    | /                    | /                    |                                                                       | |      |
| 風不息                    | 今夜我有點壞             | 19                   | -                    | /                    | /                    |                                                                       | |      |
| 備忘錄                    | 失憶(諒解)備忘錄         | (1)                  | 1                    | /                    | 1                    |                                                                       | |      |
| 備忘錄                    | 敬啟者之愛是全奉獻       | /                    | 1                    | 1                    | 1                    |                                                                       | |      |
| 1996年                    |                          |                      |                      |                      |                      |                                                                       | |      |
| 備忘錄                    | 化裝舞會                 | 1                    | 1                    | /                    | 1                    |                                                                       | |      |
| 備忘錄                    | 如果下半生               | 3                    | -                    | /                    | 10                   |                                                                       | |      |
| 信鴿                      | 只要我的愛               | 1                    | 1                    | /                    | 1                    |                                                                       | |      |
| 最激帝國                  | 最激帝國                 | 2                    | 1                    | 1                    | 1                    |                                                                       | |      |
| 最激帝國                  | 時光（Live）             | /                    | 8                    | /                    | /                    |                                                                       | |      |
| 聽風的歌                  | 極度哀艷的晚上           | 1                    | 1                    | 1                    | 1                    | 四台冠軍歌                                                            | 四台冠軍歌 |      |
| 聽風的歌                  | 聽風的歌                 | /                    | 1                    | 1                    | 1                    |                                                                       | |      |
| 1997年                    |                          |                      |                      |                      |                      |                                                                       | |      |
| 聽風的歌                  | 國王的新歌               | /                    | 1                    | 1                    | 1                    |                                                                       | |      |
| 誰會記得我                | 分享愛                   | /                    | 1                    | 1                    | 1                    |                                                                       | |      |
| 愛的呼喚                  | 有效日期                 | 1                    | 1                    | 1                    | 1                    | 四台冠軍歌                                                            | 四台冠軍歌 |      |
|                           | 十個太陽                 | ×                    | 10                   | ×                    | ×                    | 與鄭秀文合唱 香港電台太陽計劃1997主題曲                               | 與鄭秀文合唱 香港電台太陽計劃1997主題曲                                                                         |      |
| 愛的呼喚                  | 愛的呼喚                 | 1                    | 1                    | 1                    | 1                    | 四台冠軍歌 One2Free自由2主題廣告歌                                    | 四台冠軍歌 One2Free自由2主題廣告歌                                                                              |      |
| 愛的呼喚                  | 複製靈魂                 | /                    | 13                   | /                    | /                    |                                                                       | |      |
| 愛定妳                    | 愛定妳                   | 9                    | 3                    | /                    | 8                    |                                                                       | |      |
| 愛定妳                    | 查無此人                 | 6                    | -                    | /                    | -                    |                                                                       | |      |
| 唱這歌                    | 戰場上的快樂聖誕         | 1                    | 3                    | 1                    | 1                    |                                                                       | |      |
| 唱這歌                    | 唱這歌                   | 4                    | 1                    | 1                    | 1                    |                                                                       | |      |
| 1998年                    |                          |                      |                      |                      |                      |                                                                       | |      |
| 唱這歌                    | I Love You So 太愛妳     | 2                    | 1                    | /                    | 1                    |                                                                       | |      |
| 唱這歌                    | 神經                     | 8                    | 7                    | 4                    | /                    |                                                                       | |      |
| 風裏密碼                  | 驚變                     | 1                    | -                    | -                    | -                    | 電影《風雲》主題曲                                                    | 電影《風雲》主題曲                                                                                              |      |
| 風裏密碼                  | 戀愛態度1998             | 3                    | 1                    | 1                    | 1                    |                                                                       | |      |
| 風裏密碼                  | 風裏密碼                 | 1                    | 1                    | 1                    | 1                    | 四台冠軍歌                                                            | 四台冠軍歌 |      |
| 一變傾城                  | 一變傾城                 | 1                    | 1                    | 3                    | 1                    |                                                                       | |      |
| 一變傾城                  | 這夜心情                 | 3                    | 1                    | 1                    | 1                    |                                                                       | |      |
| 一變傾城                  | 木偶襲地球               | 2                    | 4                    | 7                    | 4                    |                                                                       | |      |
| 1999年                    |                          |                      |                      |                      |                      |                                                                       | |      |
| 一變傾城                  | 高漲                     | /                    | 1                    | 4                    | 2                    |                                                                       | |      |
| 渴望無限 Ask For More     | 渴望無限 Ask For More    | 4                    | 1                    | 1                    | 1                    |                                                                       | |      |
| 渴望無限 Ask For More     | 只有你                   | 7                    | 16                   | 5                    | -                    |                                                                       | |      |
| 遊園驚夢                  | 遊園驚夢                 | 1                    | 1                    | 1                    | 1                    | 四台冠軍歌                                                            | 四台冠軍歌 |      |
| 遊園驚夢                  | Summer Aloha             | 7                    | 1                    | 6                    | 1                    |                                                                       | |      |
| 遊園驚夢                  | 愛情基本法               | 16                   | -                    | -                    | -                    |                                                                       | |      |
| 遊園驚夢                  | 愛下去                   | -                    | -                    | 13                   | -                    |                                                                       | |      |
| 真的怕了                  | 真的怕了                 | 17                   | 2                    | 12                   | 6                    |                                                                       | |      |
| 郭富城新舊喝采16首1999    | 新的喝采                 | 10                   | 1                    | 1                    | 1                    | 跨年上榜                                                              | 跨年上榜 |      |
| 2000年                    |                          |                      |                      |                      |                      |                                                                       | |      |
| 郭富城新舊喝采16首1999    | 創舉                     | 1                    | 3                    | -                    | 1                    |                                                                       | |      |
| 旅途·愉快                 | 動起來                   | 12                   | 1                    | 6                    | 1                    |                                                                       | |      |
| 旅途·愉快                 | 差不多                   | 2                    | 8                    | -                    | -                    |                                                                       | |      |
| 《小親親》電影原聲大碟    | 若有所失                 | 1                    | -                    | 14                   | -                    | 電影《小親親》主題曲                                                  | 電影《小親親》主題曲                                                                                            |      |
| 著迷                      | 地獄天堂（戀愛態度2002） | 17                   | 3                    | 4                    | 9                    |                                                                       | |      |
| 著迷                      | 著迷                     | 6                    | 1                    | 8                    | 1                    |                                                                       | |      |
| 著迷                      | 盛世最強                 | ×                    | ×                    | ×                    | -                    |                                                                       | |      |
| 無忌VS未來                | 你是未來                 | 6                    | 3                    | 8                    | 2                    |                                                                       | |      |
| 無忌VS未來                | 無忌                     | 5                    | 1                    | 16                   | 1                    |                                                                       | |      |
| 2001年                    |                          |                      |                      |                      |                      |                                                                       | |      |
| 無忌VS未來                | 羨慕我                   | -                    | 16                   | 5                    | 7                    |                                                                       | |      |
| 新天地                    | 越愛越好                 | 19                   | 1                    | 1                    | 1                    |                                                                       | |      |
| 新天地                    | Para Para Sakura         | 6                    | 2                    | 1                    | 1                    | 電影《芭啦芭啦櫻之花》主題曲                                          | 電影《芭啦芭啦櫻之花》主題曲                                                                                    |      |
| 新天地                    | 不尋常                   | -                    | -                    | 5                    | -                    | Metersbonwe 2001 主題廣告歌                                           | Metersbonwe 2001 主題廣告歌                                                                                     |      |
| 絕對                      | 絕對美麗                 | -                    | 2                    | 1                    | 2                    |                                                                       | |      |
| 絕對                      | 食妳落肚                 | 6                    | 10                   | 2                    | 5                    |                                                                       | |      |
| 2002年                    |                          |                      |                      |                      |                      |                                                                       | |      |
| 絕對                      | 是我                     | -                    | 15                   | 15                   | -                    |                                                                       | |      |
| 愛·情大舞台               | 爆裂旋風                 | -                    | 7                    | -                    | 1                    | TVB卡通劇集《爆旋陀螺》主題曲                                         | TVB卡通劇集《爆旋陀螺》主題曲                                                                                   |      |
| 愛·情大舞台               | 因愛之名                 | -                    | 8                    | -                    | 5                    | 無限美洗髮露2002主題廣告歌                                            | 無限美洗髮露2002主題廣告歌                                                                                      |      |
| 愛·情大舞台               | 愛·情大舞台              | -                    | 10                   | 3                    | 2                    | 美特斯邦威2002主題廣告歌                                              | 美特斯邦威2002主題廣告歌                                                                                        |      |
| 空手道                    | 掌紋                     | -                    | 10                   | 3                    | 6                    |                                                                       | |      |
| 空手道                    | 臨睡吻你一次             | 8                    | -                    | 10                   | -                    |                                                                       | |      |
| 2003年                    |                          |                      |                      |                      |                      |                                                                       | |      |
| 空手道                    | 十指緊扣                 | -                    | 16                   | -                    | 3                    |                                                                       | |      |
| 空手道                    | 一個人的佳節             | 20                   | -                    | -                    | -                    |                                                                       | |      |
| In the Still of the Night | 水手裝與機關槍           | 2                    | 6                    | 3                    | 2                    |                                                                       | |      |
| In the Still of the Night | 錯愛的呼喚               | 1                    | 2                    | 1                    | 3                    |                                                                       | |      |
| In the Still of the Night | 微涼之後                 | 5                    | 12                   | -                    | -                    |                                                                       | |      |
| 2004年                    |                          |                      |                      |                      |                      |                                                                       | |      |
| In The Still Of The Night | 砌你                     | -                    | -                    | 2                    | 3                    |                                                                       | |      |
| 城意三部曲                | 夏意識                   | 1                    | 3                    | 1                    | 1                    |                                                                       | |      |
| 城意三部曲                | 野草                     | -                    | -                    | 3                    | -                    |                                                                       | |      |
| 2005年                    |                          |                      |                      |                      |                      |                                                                       | |      |
| Thematic                  | 飛                       | 1                    | 1                    | -                    | 2                    |                                                                       | |      |
| Thematic                  | I am Aaron Kwok          | 14                   | 12                   | 2                    | -                    |                                                                       | |      |
| Thematic                  | 親愛的                   | 3                    | 9                    | 3                    | 1                    |                                                                       | |      |
| 2006年                    |                          |                      |                      |                      |                      |                                                                       | |      |
| Thematic                  | 我Buy                    | -                    | -                    | 6                    | -                    |                                                                       | |      |
| My Nation                 | 銀色公路                 | 2                    | 3                    | 1                    | 1                    |                                                                       | |      |
| My Nation                 | 愛情                     | 1                    | 3                    | 6                    | 3                    |                                                                       | |      |
| My Nation                 | 風之子                   | -                    | 13                   | 1                    | 2                    |                                                                       | |      |
| 2007年                    |                          |                      |                      |                      |                      |                                                                       | |      |
| My Nation                 | 把愛填滿                 | -                    | -                    | 1                    | -                    |                                                                       | |      |
| 永遠愛不完                | 舞林正傳                 | 16                   | 1                    | 1                    | 6                    |                                                                       | |      |
| 2009年                    |                          |                      |                      |                      |                      |                                                                       | |      |
| 永遠愛不完                | 聽傲江湖                 | -                    | -                    | -                    | -                    |                                                                       | |      |
| 風雲II VS 風雲義          | 風雲義                   | 8                    | -                    | -                    | -                    | 與鄭伊健合唱 電影《風雲II》主題曲                                     | 與鄭伊健合唱 電影《風雲II》主題曲                                                                               |      |
| 2010年                    |                          |                      |                      |                      |                      |                                                                       | |      |
| 永遠愛不完                | 忘了                     | -                    | -                    | -                    | -                    |                                                                       | |      |
| 永遠愛不完                | 永遠愛不完               | 1                    | 1                    | 1                    | -                    | 另派2010 X'mas Mix版本                                                | 另派2010 X'mas Mix版本                                                                                          |      |
| 2011年                    |                          |                      |                      |                      |                      |                                                                       | |      |
| 永遠愛不完                | 脈搏                     | -                    | -                    | -                    | -                    |                                                                       | |      |
| 永遠愛不完                | 一直都在                 | -                    | -                    | -                    | -                    |                                                                       | |      |
|                           | 以歌會舞                 | -                    | 6                    | 2                    | -                    |                                                                       | |      |
| 2013年                    |                          |                      |                      |                      |                      |                                                                       | |      |
|                           | 天機密語                 | 7                    | 9                    | 1                    | -                    | 「PCCW-HKT 流動通訊服務」廣告歌曲                                     | 「PCCW-HKT 流動通訊服務」廣告歌曲                                                                               |      |
|                           | 我一直走                 | -                    | -                    | -                    | -                    |                                                                       | |      |
| 2014年                    |                          |                      |                      |                      |                      |                                                                       | |      |
|                           | 青春敢想                 | ×                    | 1                    | ×                    | ×                    | 太陽計劃2014主題曲                                                    | 太陽計劃2014主題曲                                                                                              |      |
|                           | Shake Your Body          | -                    | -                    | -                    | -                    | 與蔡依林、羅志祥、吳莫愁合唱 百事可樂廣告主題曲                       | 與蔡依林、羅志祥、吳莫愁合唱 百事可樂廣告主題曲                                                                 |      |
| 2015年                    |                          |                      |                      |                      |                      |                                                                       | |      |
|                           | 不老的情歌               | 18                   | -                    | -                    | -                    | AIA友邦保險微電影《愛在當下》片尾曲                                   | AIA友邦保險微電影《愛在當下》片尾曲                                                                             |      |
| 2016年                    |                          |                      |                      |                      |                      |                                                                       | |      |
|                           | 就是孫悟空               | -                    | -                    | -                    | -                    | 電影《西游记之孙悟空三打白骨精》主題曲 DBC華語歌曲流行指數：15        | 電影《西游记之孙悟空三打白骨精》主題曲 DBC華語歌曲流行指數：15                                                  |      |
|                           | 舞士精神                 | 15                   | 15                   | -                    | -                    |                                                                       | |      |
| 派台歌曲成績（五台）      |                          |                      |                      |                      |                      |                                                                       | |      |
| 唱片                      | 歌曲                     | 903                  | RTHK                 | 997                  | TVB                  | ViuTV                                                                 | 備註 | 備註 |
| 2020年                    |                          |                      |                      |                      |                      |                                                                       | |      |
|                           | 灰色星塵                 | -                    | -                    | -                    | -                    | 8                                                                     | 電影《麥路人》主題曲                                                                                            |      |
| 2022年                    |                          |                      |                      |                      |                      |                                                                       | |      |
|                           | 我們的快樂聖誕           | -                    | 3                    | -                    | ×                    | ×                                                                     | 《戰場上的快樂聖誕》同曲異詞作品 海港城聖誕慈善主題曲                                                           |      |
| 2023年                    |                          |                      |                      |                      |                      |                                                                       | |      |
|                           | 想見便遇見               | -                    | 1                    | -                    | 1                    | -                                                                     | 美心月餅廣告主題曲 加拿大至 HIT 中文歌曲排行榜：2                                                               |      |
| 2024年                    |                          |                      |                      |                      |                      |                                                                       | |      |
|                           | EXIT                     | 1                    | 1                    | 1                    | (1)                  | 1                                                                     | 四台冠軍歌 首支五台冠軍歌 （連同ViuTV） 「郭富城ICONIC世界巡迴演唱會2024」主題曲 加拿大至 HIT 中文歌曲排行榜：7 |      |
|                           | 您                       | -                    | 1                    | 2                    | 1                    | 2                                                                     | 加拿大至 HIT 中文歌曲排行榜：3                                                                                  |      |

| 各台冠軍歌總數 | 各台冠軍歌總數 | 各台冠軍歌總數 | 各台冠軍歌總數 | 各台冠軍歌總數 | 各台冠軍歌總數      | 各台冠軍歌總數      | 各台冠軍歌總數 |
| -------------- | -------------- | -------------- | -------------- | -------------- | ------------------- | ------------------- | -------------- |
| 四台a          | 903            | RTHK           | 997            | TVB            | 備註                | 備註                | 備註           |
| 四台a          | 29             | 44             | 29             | 50             | 四台冠軍歌總數：10c | 四台冠軍歌總數：10c |                |
| 四台a          | 37             | 47             | 29             | 51             | 冠軍週數            | 冠軍週數            |                |
| 五台b          | 903            | RTHK           | 997            | TVB            | ViuTV               | 備註                |                |
| 五台b          | 1              | 3              | 1              | 3              | 1                   | 五台冠軍歌總數：1   |                |
| 五台b          | 1              | 3              | 1              | 4              | 1                   | 冠軍週數            | 冠軍週數       |

- （*）上榜中
- （-）未能上榜
- （/）沒有相關資料
- （×）沒有派往該台
- （(1)）兩週冠軍、（[1]）三週冠軍
- ^  注解a：包括2020年後的冠軍歌曲
- ^  注解b：2020年起
- ^  注解c：包括新城未設榜時期的三台冠軍歌

## 演唱会
| 日期                                     | 名稱                                                                                             | 場數 | 會場                                                            | 國家/城市        | 備註                                                                   |
| ---------------------------------------- | ------------------------------------------------------------------------------------------------ | ---- | --------------------------------------------------------------- | ---------------- | ---------------------------------------------------------------------- |
| 1991年4月23-24日                         | 91郭富城對你愛不完演唱會                                                                         | 2場  | 新加坡室內體育館                                                | 新加坡           |                                                                        |
| 1992年                                   | 愛你演唱會                                                                                       | 3場  | 1992/7/19台北市立體育場、7/22高雄中山體育場、7/27台中萬壽棒球場 | 台北、高雄、台中 |                                                                        |
| 1993年10月26日                           | 903郭富城狂野之夜                                                                                | 1場  | 香港體育館                                                      | 香港             |                                                                        |
| 1993年                                   | 93郭富城美麗的夢想                                                                               | 3場  |                                                                 | 北京、武漢、深圳 |                                                                        |
| 1993年12月8日                            | 日本演唱會                                                                                       | 1場  |                                                                 | 日本             |                                                                        |
| 1994年10月28-11月12日                    | 粟一燒狂野郭富城誘惑演唱會                                                                       | 16場 | 香港體育館                                                      | 香港             | 首個紅館個人演唱會                                                     |
| 1994年12月16-17日                        | 郭富城狂野誘惑巡迴演唱會                                                                         | 2場  |                                                                 | 馬來西亞         |                                                                        |
| 1995年1月21日                            | 郭富城狂野誘惑巡迴演唱會                                                                         | 2場  | 桃園巨蛋                                                        | 台北             |                                                                        |
| 1995年5月14日                            | 郭富城純美純真演唱會                                                                             | 1場  | 香港體育館                                                      | 香港             |                                                                        |
| 1995年                                   | 純真傳說1995郭富城個人演唱會                                                                     | 2場  | 台北、1995/08/26高雄中山體育場                                  | 台北、高雄       |                                                                        |
| 1996年7月12-29日                         | 郭富城最激巡迴演唱會                                                                             | 18場 | 香港體育館                                                      | 香港             |                                                                        |
| 1996年12月21-22日                        | 郭富城最激巡迴演唱會                                                                             | 2場  | 臺北市立體育場                                                  | 台北             |                                                                        |
| 1996年                                   | 郭富城最激巡迴演唱會                                                                             | 2場  |                                                                 | 新加坡           |                                                                        |
| 1996年                                   | 郭富城最激巡迴演唱會                                                                             | 1場  |                                                                 | 馬來西亞         |                                                                        |
| 1997年9月3日                             | 郭富城呼風喚愛演唱會                                                                             | 1場  | 香港體育館                                                      | 香港             |                                                                        |
| 1997年                                   | 狂野之城Aaron音樂會1997東京站兩場、橫濱站兩場                                                    | 4場  |                                                                 | 日本             |                                                                        |
| 1998年5月3日                             | 百事郭富城新一代之旅                                                                             | 1場  | 香港大球場                                                      | 香港             |                                                                        |
| 1998年10月10-11月3日                     | 百事郭富城一變傾城演唱會                                                                         | 25場 | 香港體育館                                                      | 香港             |                                                                        |
| 1999年8月30-31日                         | 郭富城愛心二重奏演唱會                                                                           | 2場  | 香港體育館                                                      | 香港             |                                                                        |
| 1999年2月12-13日                         | 郭富城巡迴演唱會                                                                                 | 2場  | 上海體育館                                                      | 上海             |                                                                        |
| 1999年4月23-24日                         | 郭富城巡迴演唱會                                                                                 | 2場  | 新加坡室內體育館                                                | 新加坡           |                                                                        |
| 1999年5月8、9、12、14、16日              | 郭富城巡迴演唱會                                                                                 | 5場  |                                                                 | 美國、加拿大     |                                                                        |
| 2000年8月18日                            | 郭富城巡迴演唱會                                                                                 | 1場  | 佛山新廣場體育場                                                | 佛山             |                                                                        |
| 2000年8月25日                            | 郭富城巡迴演唱會                                                                                 | 1場  | 天河體育場                                                      | 廣州             |                                                                        |
| 2000年8月28日                            | 郭富城巡迴演唱會                                                                                 | 1場  | 東莞體育館                                                      | 東莞             |                                                                        |
| 2000年9月23日                            | 郭富城巡迴演唱會                                                                                 | 1場  | 美高梅大酒店花園體育館                                          | 拉斯維加斯       |                                                                        |
| 2000年12月8-2001年1月4日                 | 百事郭富城Live On Stage演唱會2000                                                                | 28場 | 香港體育館                                                      | 香港             | 打破個人紅館演唱會場次紀錄                                             |
| 2001年1月30-2月4日                       | 百事郭富城Live On Stage演唱會2001                                                                | 6場  | 香港體育館                                                      | 香港             | 由於反應熱烈，以及為慶祝獲得最受歡迎男歌手，主辦方宣布農曆新年再開六場 |
| 2001年11月25日                           | 郭富城好友音樂會                                                                                 | 1場  | 香港體育館                                                      | 香港             |                                                                        |
| 2001年4月6-7日                           | 郭富城巡迴演唱會                                                                                 | 2場  | 新加坡室內體育館                                                | 新加坡           |                                                                        |
| 2001年9月17日                            | 郭富城巡迴演唱會                                                                                 | 2場  | 雲頂                                                            | 馬來西亞         |                                                                        |
| 2002年1月9日                             | 郭富城絕對慈善演唱會                                                                             | 1場  | 香港體育館                                                      | 香港             |                                                                        |
| 2002年2月23日                            | 郭富城巡迴演唱會                                                                                 | 1場  | 美生堂                                                          | 三藩市           |                                                                        |
| 2002年                                   | 郭富城巡迴演唱會大阪站、東京站、橫濱站                                                           | 3場  |                                                                 | 日本             |                                                                        |
| 2002年9月6日                             | 郭富城巡迴演唱會                                                                                 | 1場  | 新加坡室內體育館                                                | 新加坡           |                                                                        |
| 2002年9月14日                            | 郭富城巡迴演唱會                                                                                 | 1場  | 吉隆坡國家體育館                                                | 馬來西亞         |                                                                        |
| 2003年                                   | 郭富城巡迴演唱會                                                                                 | 1場  |                                                                 | 洛杉磯           |                                                                        |
| 2004年5月3日                             | 郭富城巡迴演唱會                                                                                 | 1場  | 雲頂                                                            | 馬來西亞         |                                                                        |
| 2004年10月28-11月2日                     | 舒適堡郭富城舞台寶典@舞林大滙演唱會                                                              | 6場  | 香港體育館                                                      | 香港             |                                                                        |
| 2005年5月31-6月5日                       | 舒適堡郭富城舞台寶典@飛越舞林二部曲                                                              | 6場  | 香港體育館                                                      | 香港             |                                                                        |
| 2005年7月24日                            | 郭富城舞台寶典巡迴演唱會 多倫多站（舞林大滙主場）                                                | 2場  | Casino Rama                                                     | 多倫多           |                                                                        |
| 2006年6月3日                             | 舒適堡郭富城舞台寶典巡迴演唱會                                                                   | 1場  | 順德體育中心體育場                                              | 順德             |                                                                        |
| 2007年5月21日                            | 郭富城舞台寶典巡迴演唱會 多倫多站（飛越舞林主場）                                                | 1場  | Casino Rama                                                     | 多倫多           |                                                                        |
| 2007年5月26日                            | 郭富城舞台寶典巡迴演唱會 雷諾站                                                                  | 1場  | Reno Arena                                                      | 美國             |                                                                        |
| 2007年5月27日                            | 郭富城舞台寶典巡迴演唱會 拉斯維加斯站                                                            | 1場  | Orleans Arena                                                   | 美國             |                                                                        |
| 2007年9月4日                             | 郭富城舞台寶典巡迴演唱會                                                                         | 1場  | 新加坡室內體育館                                                | 新加坡           |                                                                        |
| 2007年9月22日                            | 舒適堡郭富城舞台寶典@飛越中國舞林演唱會                                                          | 1場  | 萍鄉市體育中心                                                  | 萍鄉             |                                                                        |
| 2007年11月16 - 24日                      | 瑞士尊貴理財郭富城舞林正傳De Show Reel演唱會                                                     | 9場  | 香港體育館                                                      | 香港             |                                                                        |
| 2008年2月14-17、21 - 23日                | 舒適堡郭富城舞林正傳De Show Reel演唱會延續篇                                                     | 7場  | 亞洲國際博覽館                                                  | 香港             |                                                                        |
| 2008年8月30日                            | 郭富城舞林正傳世界巡迴演唱會2008 澳門站                                                          | 1場  | 金光综藝館                                                      | 澳門             |                                                                        |
| 2008年9月20日                            | 郭富城舞林正傳世界巡迴演唱會2008 佛山站                                                          | 1場  | 佛山世紀蓮體育中心                                              | 佛山             |                                                                        |
| 2008年10月18日                           | 郭富城舞林正傳世界巡迴演唱會2008 上海站                                                          | 1場  | 上海金山體育場                                                  | 上海             |                                                                        |
| 2008年12月13-14日                        | 郭富城舞林正傳世界巡迴演唱會2009 台灣站                                                          | 2場  | 台北小巨蛋                                                      | 台北             |                                                                        |
| 2009年1月3日                             | 郭富城舞林正傳世界巡迴演唱會2009 廣州站                                                          | 1場  | 廣州天河體育場                                                  | 廣州             |                                                                        |
| 2009年5月30日                            | 郭富城舞林正傳世界巡迴演唱會2009 新加坡站                                                        | 1場  | 新加坡室內體育館                                                | 新加坡           |                                                                        |
| 2009年8月1-2日                           | 郭富城舞林正傳世界巡迴演唱會2009 台灣站ENCORE                                                    | 2場  | 台北小巨蛋                                                      | 台北             |                                                                        |
| 2009年11月7日                            | 郭富城舞林正傳世界巡迴演唱會2009 杭州站                                                          | 1場  | 杭州黄龍體育場                                                  | 杭州             |                                                                        |
| 2009年12月20日                           | 郭富城舞林正傳世界巡迴演唱會2009 美國站                                                          | 2場  | 美國金神大賭場體育館                                            | 美國             |                                                                        |
| 2010年4月2-3日                           | 郭富城舞林正傳世界巡迴演唱會2010 拉斯維加斯站                                                    | 3場  | 美國拉斯維加斯永利度假中心安可劇院                              | 美國             | 加開日場                                                               |
| 2010年4月6日                             | 郭富城舞林正傳世界巡迴演唱會2010 多倫多站                                                        | 1場  | 加拿大多倫多華瑪演奏廳                                          | 多倫多           |                                                                        |
| 2010年5月7日                             | 郭富城舞林正傳世界巡迴演唱會2010 新加坡站2                                                       | 1場  | 新加坡室內體育館                                                | 新加坡           |                                                                        |
| 2010年10月14日                           | 郭富城舞林正傳世界巡迴演唱會2010 洛陽站                                                          | 1場  | 洛陽新區體育場                                                  | 洛陽             |                                                                        |
| 2011年4月16日                            | 郭富城舞林正傳世界巡迴演唱會2011 上海站                                                          | 1場  | 虹口體育場                                                      | 上海             |                                                                        |
| 2011年5月27-28日                         | 郭富城舞林正傳世界巡迴演唱會2011 北京站                                                          | 1場  | 五棵松體育館                                                    | 北京             |                                                                        |
| 2011年9月17日                            | 郭富城舞林正傳世界巡迴演唱會2011 長沙站                                                          | 1場  | 賀龍體育場                                                      | 長沙             |                                                                        |
| 2011年12月18-2012年1月3日                | 郭富城舞臨盛宴世界巡迴演唱會 香港站2011-2012                                                     | 17場 | 香港體育館                                                      | 香港             |                                                                        |
| 2012年8月11 - 12日                       | 郭富城舞臨盛宴世界巡迴演唱會 台灣站2012                                                          | 2場  | 台北小巨蛋                                                      | 台北             |                                                                        |
| 2012年9月8日                             | 郭富城舞臨盛宴世界巡迴演唱會 新加坡站2012                                                        | 1場  | 新加坡室內體育館                                                | 新加坡           |                                                                        |
| 2012年9月29-30日                         | 郭富城舞臨盛宴世界巡迴演唱會 澳門站2012                                                          | 2場  | 金光綜藝館                                                      | 澳門             |                                                                        |
| 2012年12月23日                           | 郭富城舞臨盛宴世界巡迴演唱會 美加站2013                                                          | 2場  | 大西洋城                                                        | 美國             |                                                                        |
| 2013年3月17-25日                         | 郭富城舞臨盛宴世界巡迴演唱會 香港站安哥篇2013                                                    | 9場  | 香港體育館                                                      | 香港             |                                                                        |
| 2013年12月7日                            | 郭富城舞臨盛宴世界巡迴演唱會 深圳站2013                                                          | 1場  | 深圳灣體育中心體育場                                            | 深圳             |                                                                        |
| 2013年12月29日                           | 郭富城舞臨盛宴世界巡迴演唱會 廣州站2013                                                          | 1場  | 天河體育中心體育場                                              | 廣州             |                                                                        |
| 2014年10月27日                           | 郭富城舞臨盛宴世界巡迴演唱會 倫敦站2014                                                          | 1場  | 溫布利體育館                                                    | 倫敦             |                                                                        |
| 2015年4月10日-11日                       | 郭富城舞臨盛宴世界巡迴演唱會 馬來西亞站2015                                                      | 2場  | 雲頂雲星劇場                                                    | 馬來西亞         |                                                                        |
| 2015年10月30日-31日                      | 郭富城舞臨盛宴夢幻距離世界巡迴演唱會 新加坡站2015                                                | 2場  | Marina Bay Sands, Sands Grand Ballroom                          | 新加坡           |                                                                        |
| 2015年11月7日                            | 郭富城舞臨盛宴夢幻距離世界巡迴演唱會 澳門站2015                                                  | 1場  | 新濠影滙綜藝館                                                  | 澳門             |                                                                        |
| 2016年8月21日-28、9月1-4日，6-8日        | AIA 郭富城舞林密碼世界巡迴演唱會2016 香港站                                                      | 15場 | 香港體育館                                                      | 香港             |                                                                        |
| 2018年11月24-25日                        | 郭富城舞林密碼世界巡迴演唱會 廣州站2018                                                          | 2場  | 寶能國際體育演藝中心                                            | 廣州             |                                                                        |
| 2018年12月8日                            | 郭富城舞林密碼世界巡迴演唱會 武漢站2018                                                          | 1場  | 光穀國際網球中心                                                | 武漢             |                                                                        |
| 2018年12月22日                           | 郭富城舞林密碼世界巡迴演唱會 南京站2018                                                          | 1場  | 青奧體育公園體育館                                              | 南京             |                                                                        |
| 2018年12月31日                           | 郭富城舞林密碼世界巡迴演唱會 紹興站2018                                                          | 1場  | 紹興奧林匹克體育中心體育館                                      | 紹興             |                                                                        |
| 2019年1月18-19日                         | 郭富城舞林密碼世界巡迴演唱會 澳門站2019                                                          | 2場  | 金光綜藝館                                                      | 澳門             |                                                                        |
| 2019年3月16日                            | 郭富城舞林密碼世界巡迴演唱會 深圳站2019                                                          | 1場  | 寶安體育中心體育場                                              | 深圳             |                                                                        |
| 2019年5月11日                            | 郭富城舞林密碼世界巡迴演唱會 上海站2019                                                          | 1場  | 梅賽德斯奔馳文化中心                                            | 上海             |                                                                        |
| 2019年6月1-2日                           | 郭富城舞林密碼世界巡迴演唱會 北京站2019                                                          | 2場  | 凱迪拉克中心                                                    | 北京             |                                                                        |
| 2019年6月15日                            | 郭富城舞林密碼世界巡迴演唱會 徐州站2019                                                          | 1場  | 奧體中心體育場                                                  | 徐州             |                                                                        |
| 2019年6月22日                            | 郭富城舞林密碼世界巡迴演唱會 珠海站2019                                                          | 1場  | 珠海市體育中心體育場                                            | 珠海             |                                                                        |
| 2019年7月20日                            | 郭富城舞林密碼世界巡迴演唱會 湛江站2019                                                          | 1場  | 湛江奧體中心體育場                                              | 湛江             |                                                                        |
| 2019年9月13-14日                         | 郭富城舞林密碼世界巡迴演唱會 台北站2019                                                          | 2場  | 台北小巨蛋                                                      | 台北             |                                                                        |
| 2019年10月19-20日                        | 郭富城舞臨盛宴夢幻距離世界巡迴演唱會 澳門站2.0                                                   | 2場  | 新濠影滙綜藝館                                                  | 澳門             |                                                                        |
| 2020年2月1日                             | 郭富城舞林密碼世界巡迴演唱會 拉斯維加斯站2020                                                    | 1場  | 美高梅大酒店花園體育館                                          | 美國             |                                                                        |
| 2020年2月8日                             | 郭富城舞林密碼世界巡迴演唱會 康州站2020                                                          | 1場  | 康州金神體育館                                                  | 美國             |                                                                        |
| 2020年5月9日                             | 郭富城《鼓舞・動起來》網上慈善演唱會2020 Aaron Kwok Cheer Up & Dance Online Charity Concert 2020 | 1場  | 海港城                                                          | 香港             | 不設觀眾，透過網上平台和各大電視台進行全球直播                         |
| 2023年3月10日                            | 郭富城舞林外傳Amazing Kode世界巡迴演唱會 拉斯維加斯站 2023                                       | 1場  | 美高梅大酒店花園體育館                                          | 美國             |                                                                        |
| 2023年3月16日                            | 郭富城舞林外傳 Amazing Kode 世界巡迴演唱會 北印第安納州站 2023                                   | 1場  | Hard Rock                                                       | 美國             |                                                                        |
| 2023年3月18日                            | 郭富城舞林外傳 Amazing Kode 世界巡迴演唱會 大西洋城站 2023                                       | 1場  | 波哥大酒店活動會堂                                              | 美國             |                                                                        |
| 2023年3月20日                            | 郭富城舞林外傳 Amazing Kode 世界巡迴演唱會 多倫多站 2023                                         | 1場  | 尼亞加拉瀑布城                                                  | 加拿大           |                                                                        |
| 2023年6月3-4日                           | 郭富城舞林外傳 Amazing Kode 世界巡迴演唱會 新加坡站 2023                                         | 2場  | 聖淘沙名勝世界                                                  | 新加坡           |                                                                        |
| 2023年6月24-25日                         | 郭富城舞林外傳 Amazing Kode 世界巡迴演唱會 馬來西亞站2023                                        | 2場  | 雲頂雲星劇場                                                    | 雲頂             |                                                                        |
| 2023年7月1-2、8-9、15-16、22-23、29-30日 | 郭富城夢幻舞林演唱會2023 澳門站                                                                  | 10場 | 新濠影匯綜藝館                                                  | 澳門             |                                                                        |
| 2023年9月24日                            | 郭富城舞林外傳 Amazing Kode 世界巡迴演唱會 倫敦站2023                                            | 1場  | OVO Arena Wembley                                               | 英國             |                                                                        |
| 2023年11月7日                            | Aaron Kwok on stage with UBS                                                                     | 1場  | 香港會議展覽中心HALL 5BC                                        | 香港             |                                                                        |
| 2023年11月11日                           | 郭富城舞林星傳世界巡迴演唱會2023 深圳站                                                          | 1場  | 深圳寶安體育中心體育場                                          | 深圳             |                                                                        |
| 2023年12月9日                            | 郭富城舞林星傳世界巡迴演唱會2023 杭州站                                                          | 1場  | 浙江省黃龍體育中心體育場                                        | 杭州             |                                                                        |
| 2023年12月30日                           | 郭富城舞林星傳世界巡迴演唱會2023 泉州站                                                          | 1場  | 泉州市海峽體育中心體育場                                        | 泉州             |                                                                        |
| 2024年1月13日                            | 郭富城舞林星傳世界巡迴演唱會2024 廣州站                                                          | 1場  | 廣州天河體育中心體育場                                          | 廣州             |                                                                        |
| 2024年2月16、18、23-24日                 | 郭富城舞林星傳世界巡迴演唱會2024 馬來西亞站安哥篇                                                | 4場  | 雲頂雲星劇場                                                    | 雲頂             |                                                                        |
| 2024年3月9-10、16-17、31日，4月1、6-7日  | 郭富城夢幻舞林演唱會2024 澳門站                                                                  | 8場  | 新濠影匯綜藝館                                                  | 澳門             |                                                                        |
| 2024年8月13-18日，20-25日，27日          | AIA郭富城ICONIC世界巡迴演唱會2024 香港站                                                         | 13場 | 香港體育館                                                      | 香港             |                                                                        |
| 2024年12月14日                           | 郭富城ICONIC世界巡迴演唱會 舊金山站2024                                                          | 1場  | The Venue at Thunder Valley                                     | 美國             |                                                                        |
| 2024年12月21日                           | 郭富城ICONIC世界巡迴演唱會 洛杉磯站2024                                                          | 1場  | Pechanga Resort Casino                                          | 美國             |                                                                        |
| 2024年12月27-29日                        | 郭富城ICONIC世界巡迴演唱會 台北站2024                                                            | 3場  | 台北小巨蛋                                                      | 台北             |                                                                        |
| 2025年1月11日                            | 郭富城ICONIC世界巡迴演唱會 雅加達站2025                                                          | 1場  | 印尼展覽中心                                                    | 印尼             |                                                                        |
| 2025年7月12-13、19、25-28日              | 郭富城夢幻舞林演唱會2025 澳門站                                                                  | 7場  | 新濠影匯綜藝館                                                  | 澳門             |                                                                        |
| 2025年11月8日                            | 郭富城ICONIC世界巡迴演唱會 高雄站2025                                                            | 1場  | 高雄巨蛋                                                        | 高雄             |                                                                        |

下表列出郭富城在香港體育館（紅館）舉行的演唱會。其他演唱會和巡迴演唱會請參閱主條目。
| 日期                                                | 名稱                                          | 場數 |
| --------------------------------------------------- | --------------------------------------------- | ---- |
| 1993年10月26日                                      | 903郭富城狂野之夜                             | 1場  |
| 1994年10月28日 - 11月12日                           | 粟一燒狂野郭富城誘惑演唱會                    | 16場 |
| 1995年5月14日                                       | 郭富城純美純真演唱會                          | 1場  |
| 1996年7月12 - 29日                                  | 郭富城最激巡迴演唱會                          | 18場 |
| 1997年9月3日                                        | 郭富城呼風喚愛演唱會                          | 1場  |
| 1998年10月10日 - 11月3日                            | 百事郭富城一變傾城演唱會                      | 25場 |
| 1999年                                              | 郭富城愛心二重奏演唱會                        | 2場  |
| 2000年12月8日 - 2001年1月4日                        | 百事郭富城Live On Stage演唱會2000             | 28場 |
| 2001年1月30日 - 2001年2月4日                        | 百事郭富城Live On Stage演唱會2001             | 6場  |
| 2001年11月25日                                      | 郭富城好友音樂會                              | 1場  |
| 2002年1月9日                                        | 郭富城絕對慈善演唱會                          | 1場  |
| 2004年10月28日 - 11月2日                            | 舒適堡郭富城舞台寶典@舞林大滙演唱會           | 6場  |
| 2005年5月31日 - 6月5日                              | 舒適堡郭富城舞台寶典@飛越舞林演唱會           | 6場  |
| 2007年11月16 - 24日                                 | 瑞士尊貴理財郭富城舞林正傳De Show Reel演唱會  | 9場  |
| 2011年12月18日 - 2012年1月3日                       | 郭富城舞臨盛宴世界巡迴演唱會 香港站           | 17場 |
| 2013年3月17 - 25日                                  | 郭富城舞臨盛宴世界巡迴演唱會 香港站安哥篇2013 | 9場  |
| 2016年8月21日 - 28日，2016年9月1日 - 4日，6日 - 8日 | AIA 郭富城舞林密碼世界巡迴演唱會2016 香港站   | 15場 |
| 2024年8月13日 - 18日，8月20日 - 25日，8月27日       | AIA郭富城ICONIC世界巡迴演唱會2024 香港站      | 13場 |

### 演唱会专辑
| 發行日期       | 專輯名稱                                               | 舉辦日期 | 舉辦地點   | 唱片公司 |
| -------------- | ------------------------------------------------------ | -------- | ---------- | -------- |
| 1994年         | 粟一燒狂野郭富城誘惑演唱會LD（粵、國）                 | 1994年   | 香港體育館 | 華納唱片 |
| 1996年         | G-shock郭富城最激演唱會（粵）                          | 1996年   | 香港體育館 | 華納唱片 |
| 1999年2月      | 百事郭富城一變傾城演唱會（粵）                         | 1998年   | 香港體育館 | 華納唱片 |
| 2001年4月      | 百事郭富城Live on Stage演唱會（粵、國）                | 2000年   | 香港體育館 | 華納唱片 |
| 2005年9月28日  | 舒適堡舞台寶典飛越舞林演唱會（粵、國）                 | 2005年   | 香港體育館 | 華納唱片 |
| 2008年9月19日  | 郭富城舞林正傳De Show Reel演唱會（粵、國）             | 2007年   | 香港體育館 | 大國文化 |
| 2010年         | 郭富城舞林正傳De Show Reel演唱會台灣站ENCORE（粵、國） | 2009年   | 台北小巨蛋 | 大國文化 |
| 2013年12月19日 | 郭富城舞臨盛宴演唱會（粵、國）                         | 2011年   | 香港體育館 | 大國文化 |
| 2023年12月18日 | 郭富城舞林密碼演唱會（粵、國）                         | 2016年   | 香港體育館 | 大國文化 |

## 廣告作品

### 商業廣告
个人商业廣告代言统计
- 1980年：錄音機（與羅慧娟合演）
- 1985年：天天日報（與魏綺清合演）
- 1990年：光陽機車 – 潑水篇（與倪雪合演）– 主題曲：《誰說我不在乎》（主唱：高明駿、陳艾湄）
- 1990年：光陽機車 – 誤會篇（與倪雪合演）– 主題曲：《我愛你》
- 1991年：愛之味浪情巧克力–主題曲：《我是不是該安靜的走開》
- 1992年：謝瑞麟珠寶（與楊采妮合演）– 主題曲：《情》
- 1992年：小虎咖啡 – 主題曲：《不要讓你知道》
- 1993年：可口可樂 Coca-Cola（只唱主題曲《永遠是可口可樂》）
- 1993年：Lawman Jean
- 1994年：古道清爽茶
- 1996年：Nintendo-Game Boy
- 1997年：One 2 free（與蒙嘉慧及鄭雪兒合演）– 主題曲：《愛的呼喚》
- 1998年 – 1999年：CitiBank 信用卡– 主題曲：《風裏密碼》、《遊園驚夢》
- 1997年 – 1999年：百事可樂 Pepsi "Generation Next" – 主題曲：《唱這歌》
- 1999年 – 2000年：百事可樂 （與珍妮·杰克逊合演）– 主題曲：《渴望無限》
- 2000年：百事可樂–主題曲：《著迷》
- 2000年 – 2002年：百事可樂（與王菲合演）– 主題曲：《星空無限》
- 2002年 – 2004年：百事可樂 主题曲：《蓝色飞扬》
- 2000年 – 2001年：匯豐銀行 I CAN Card
- 2001年：富士（與藤原紀香合演）– 主題曲：《越愛越好》
- 2001年：富士 – 主題曲：《羨慕我》
- 2001年：美特斯邦威 – 主題曲：《不尋常》
- 2002年 – 2003年：無限美洗髮水 – 主題曲：《因愛之名》
- 2002年 – 2005年：喜得龍運動鞋服系列中國區代言人 – 主題曲：《富城主義》《I am Aaron Kwok》
- 2002年 – 至今：Physical舒適堡代言人
- 2003年 – 2005年：Clarins Men
- 2004年 – 2006年：與狼共舞 – 主題曲：《零距離》
- 2004年 – 2005年：美由奈
- 2004年 – 2005年：名人牙膏 – 主題曲：《我Buy》
- 2005年 – 2020年：Longines浪琴錶
- 2006年 – 2010年：WNQ 健身器材
- 2006年 – 2008年：聖安娜月餅 –「皇者之選」
- 2008年：C'KING 盛泰手機
- 2011年 – 2015年：Kent & Curwen 英國西服品牌亞洲區代言人
- 2012年 – 2016年：菊皇茶
- 2012年：PCCW Mobile（與苟芸慧合演）主題曲：天機密語
- 2013年 – 2019年：安琪酵母
- 2014年：Pepsi百事可樂代言人 – 主题曲《shake your body》
- 2015年 – 2017年：AIA友邦保險
- 2016年：網上行now 4K機頂盒
- 2016年 – 至今：AaKode+(郭富城自創男士護膚品牌)
- 2016年 – 2017年：香港迪士尼樂園鐵甲奇俠飛行之旅
- 2017年 – 2018年：中脈美體
- 2017年 – 2018年：OTO按摩椅
- 2017年 – 至今：AKFS+(郭富城自創洗髮品牌)
- 2018年：萬鑾國際金號
- 2018年 – 2020年：AIA Vitality
- 2018年 – 至今：老協珍人蔘精
- 2020年 – 2021年：HSBC Jade
- 2023年：《全城守網》防騙視伏線APP
- 2023年：美心月餅 (全球代言人)
- 2025年：黑帝斯HADESIS干邑

### 公益廣告
个人公益廣告及活動
- 1992年：環保之星
- 2004年 – 2005年：香港賽馬會活力暨慈善大使
- 2011年：RoadShow環保大使
- 2021年：Eco Drive「不要膠下去」環保大使

## 出版作品

### 自傳
- 1991年：《我需要愛》

### 寫真集
- 《100%郭富城》
- 《郭富城歌詞寫真集》
- 《Channel》
- 《郭富城》
- 《郭富城瑞士寫真集》

## 榮譽及獎項

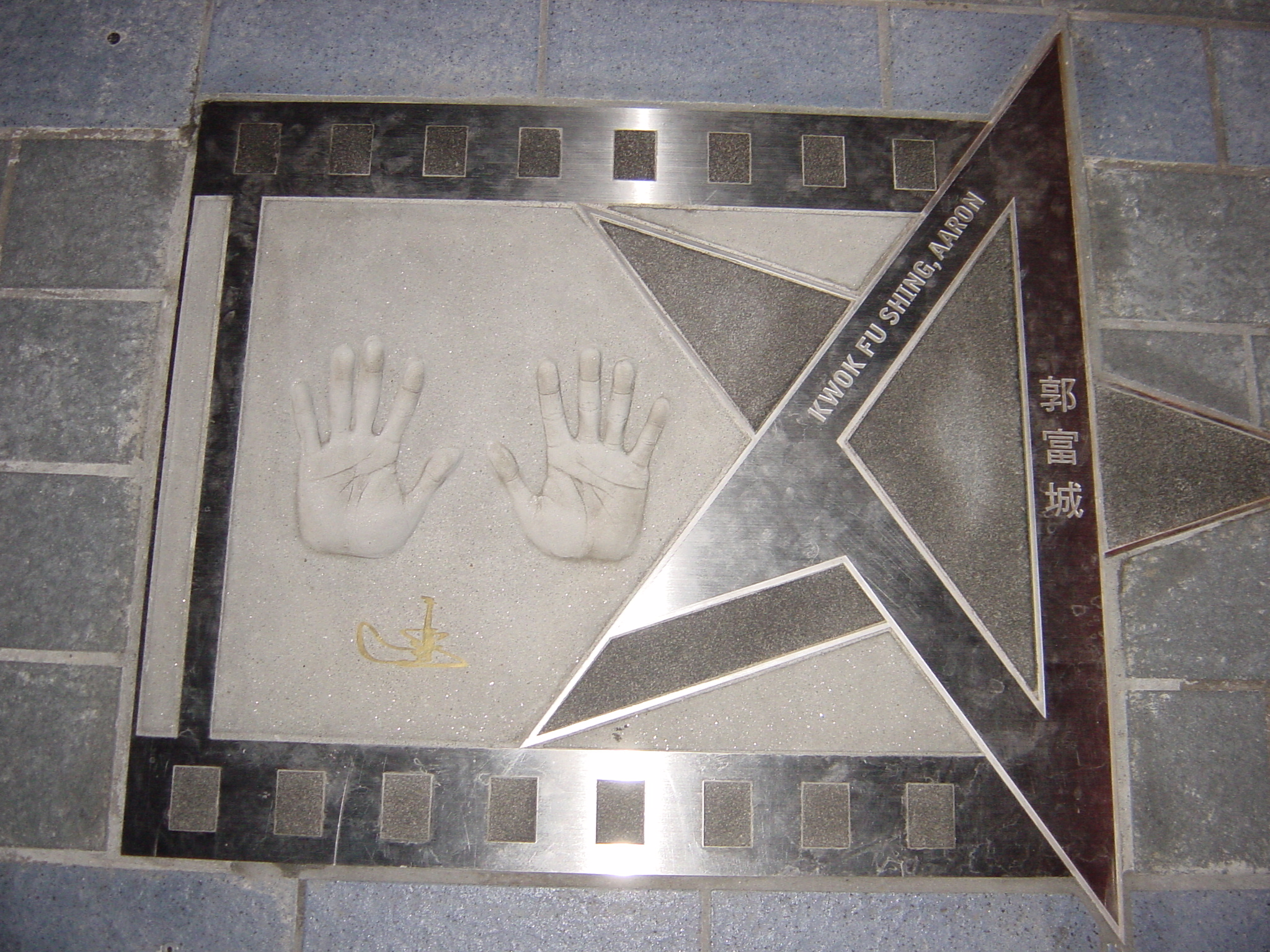
郭富城簽名掌印

郭富城出道至今獲得過無數音樂獎項，作為香港當代舞王，郭富城在跳舞歌曲及快歌的優勢無庸置疑。1990年從台灣出道並於92年回流香港樂壇的他，分別獲得港台新人金獎及叱咤新人銀獎。1993年憑快歌《狂野之城》大放異彩，奪得「叱咤樂壇至尊歌曲大獎」，是他歷年來首個年度最佳歌曲獎。1997年憑節奏較慢的情歌《愛的呼喚》再奪「叱咤至尊歌曲大獎」。1998至2001年間，其個人成就終獲得肯定，四年内三度奪得「十大勁歌金曲最受歡迎男歌星獎」，另外亦有「叱咤樂壇男歌手金獎」及「全球華人最受歡迎男歌手」等重量級獎項。其後由於1999年黎明宣布退出樂壇頒獎禮，郭富城（和張學友）也逐漸淡出競逐樂壇奬項，但他仍於2000年憑國語歌曲《渴望無限 Ask For More》奪得港台「全球華人至尊金曲獎」，為香港樂壇四大天王的統治時期畫下一個完美句號。
電影方面，郭富城1992年憑《九一神鵰俠侶》首次獲得香港電影金像獎最佳男配角提名。在2005年和2006年先後憑電影《父子》及《三岔口》連奪兩屆金馬獎最佳男主角。2016年，他憑《踏血尋梅》獲得香港電影金像獎最佳男主角殊榮。
個人方面，郭富城亦多次受到外界肯定，如美國便有州將一些日子定為「郭富城日」。2003年，他當選香港十大傑出青年。2005年，憑舞林大匯演唱會獲頒香港舞蹈家協會年獎。2007年香港尖沙咀星光大道亦印上了「手印」。而他在2010年代起亦曾獲得UNICEF委任為大使。

## 相關研究文獻
- 馮應謙《郭富城與商品文化》（收錄於《香港流行音樂文化：文化研究讀本》，麥穗出版，2004，ISBN：988-97490-2-5）[81]